# Goryeo
Goryeo o Koryo va ser un regne dinàstic coreà fundat l'any 918, durant una època de divisió nacional anomenada període dels Tres Regnes Tardans, que va unificar i va governar la península coreana fins al 1392.Goryeo va aconseguir el que els historiadors coreans han anomenat una "veritable unificació nacional", ja que no només va unificar els Tres Regnes Tardans, sinó que també va incorporar gran part de la classe dirigent del regne del nord de Balhae, que tenia els seus orígens a Goguryeo, dels anteriors Tres Regnes de Corea. El nom "Corea" deriva del nom de Goryeo, també escrit Koryŏ, que va ser utilitzat per primera vegada a principis del segle V per Goguryeo.
L'anteriorment pròsper regne de Silla unificada, que havia governat gran part de la península coreana des de finals del segle vii, va començar a enfonsar-se a finals del segle IX a causa de les agitacions internes, que van portar al renaixement dels antics estats de Baekje i Goguryeo, coneguts en la historiografia. com a Hubaekje i Taebong. Més tard, Goguryeo, també conegut com a Taebong, va ser enderrocat des de dins el 918 per Wang Geon, un prominent general d'ascendència noble de Goguryeo, que va establir Goryeo al seu lloc. Goryeo es va annexionar pacíficament Silla unificada el 935 i va conquerir militarment Hubaekje el 936, i reunificà amb èxit la península de Corea. A partir de l'any 993, Goryeo es va enfrontar a múltiples invasions per part de la dinastia Liao, liderada pels khitans, un poderós imperi nòmada al nord, però una decisiva victòria militar el 1019 contra els khitans, va donar lloc a un segle de pau i prosperitat quan Goryeo va entrar a la seva edat d'or. Durant aquest període, es va mantenir un equilibri de poder a l'Àsia oriental entre les dinasties Goryeo, Liao i Song.
El període Goryeo va ser l'"edat d'or del budisme" a Corea, i com a religió nacional, el budisme va assolir el seu nivell més alt d'influència en la història de Corea, amb 70 temples només a la capital al segle xi. El comerç va florir a Goryeo, amb comerciants que arribaven des de tan lluny com l'Orient Mitjà i la capital de l'actual Kaesong, Corea del Nord, era un centre de comerç i indústria, amb comerciants que utilitzaven un sistema de partida doble des dels segles XI o XII. A més, Goryeo va ser un període de grans èxits en l'art i la cultura coreana, com la ceràmica, que va ser molt elogiada a la dinastia Song, i la Tripitaka Coreana, que va ser descrita per la UNESCO com "un dels corpus de textos doctrinals budistes més importants i complets del món", amb els 81.258 blocs d'impressió gravats originals que encara es conserven al temple de Haeinsa. A principis del segle xiii, Goryeo va desenvolupar tipus mòbils fets de metall per imprimir llibres, 200 anys abans que Johannes Gutenberg a Europa.
A partir de 1170, el govern de Goryeo va ser controlat de facto per una successió de poderoses famílies de la classe guerrera, sobretot la família Choe, en una dictadura militar semblant a un shogunat. Durant el govern militar, Goryeo va resistir les invasions de l'Imperi Mongol durant gairebé 30 anys, fins que el cap de la família Choe va ser assassinat en 1258 per opositors a la cort. Després d'això es va restablir l'autoritat de la monarquia i es va fer la pau amb els mongols; no obstant això, les lluites de poder van continuar a la cort i el govern militar no va acabar fins a 1270. A partir d'aquell moment, Goryeo es va convertir en vassall semiautònom de la dinastia Yuan, dirigida pels mongols, a través de matrimonis reals i llaços de sang. En la rebel·lió Sambyeolcho un grup d'oficials coreans van deposar Wonjong de Goryeo i van decidir mantenir la lluita. La família reial coreana va demanar ajut a Möngke, que va derrotar els rebels el 1273.
La independència es va recuperar durant el regnat de Gongmin, a mitjans del segle xiv, i després els generals Choe Yeong i Yi Seong-gye van aconseguir la fama amb victòries sobre els exèrcits invasors dels Turbants Rojos del nord i els rondadors Wokou del sud. El 1388, Yi Seong-gye va ser enviat a envair la dinastia Ming a Liaodong, però va capgirar les seves forces i va derrotar Choe Yeong en un cop d'estat; el 1392, va substituir Goryeo pel nou estat de Joseon, i posà fi a 474 anys de domini de Goryeo a la península coreana.

## Etimologia
El nom "Goryeo" (hangul 고려, hanja 高麗, RR Goryeo, MR Koryŏ, AFI /ko.ɾjʌ/) que és la font del nom "Corea", va ser utilitzat originalment per Goguryeo (hangul 고구려; hanja 高句麗; MR Koguryŏ; RR Goguryeo) dels tres regnes de Corea a principis del segle v.L'any 918 es va fundar Goryeo com a successor de Goguryeo i va heretar el seu nom. Històricament, Goguryeo (37 aC.-668 dC), Goguryeo posterior (901-918) i Goryeo (918-1392) van utilitzar el nom "Goryeo". Els seus noms historiogràfics es van implementar al Samguk sagi al segle XII.Goryeo també va utilitzar els noms Samhan i Haedong, que signifiquen "l'est del mar".

## Història

### Període antic

#### Fundació

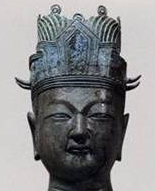
Estàtua de bronze de Taejo, c. 951

A finals del segle vii, el regne de Silla va unificar els Tres Regnes de Corea i va entrar en un període conegut en la historiografia com a "Silla posterior" o "Silla unificada". Més tard, Silla va posar en marxa una política nacional d'integració dels refugiats de Baekje i Goguryeo anomenada "Unificació del Samhan", en referència als Tres Regnes de Corea.
No obstant això, els refugiats de Baekje i Goguryeo van conservar llurs respectives consciències col·lectives i van mantenir un profund ressentiment i hostilitat envers Silla. La Silla posterior va ser inicialment un període de pau, sense una sola invasió estrangera durant 200 anys, i de comerç, ja que es va dedicar al comerç internacional des de llocs tan llunyans com l'Orient Mitjà i va mantenir el lideratge marítim a l'Àsia Oriental.A partir de finals del segle viii, Silla posterior es va veure minada per la inestabilitat a causa de les turbulències polítiques a la capital i la rigidesa de classe en el sistema de rangs ossi, fet que va conduir a l'afebliment del govern central i a l'ascens dels senyors regionals "hojok" (hangul 호족; hanja 豪族).
L'oficial militar Gyeon Hwon va reviure Baekje en 892 amb els descendents dels refugiats de Baekje, i el monjo budista Gung Ye va reviure Goguryeo en 901 amb els descendents dels refugiats de Goguryeo; aquests estats són anomenats "Baekje posterior " i "Goguryeo posterior" a la historiografia, i juntament amb Silla posterior formen els "Tres Regnes tardans".
El Goguryeo posterior es va originar a les regions septentrionals de Silla posterior, que, juntament amb la seva capital situada a l'actual Kaesong, Corea del Nord, van ser els baluards dels descendents dels refugiats de Goguryeo. Entre els descendents dels refugiats de Goguryeo hi havia Wang Geon, membre d'un prominent hojok marítim amb seu a Kaesong, que feia remuntar la seva ascendència a un gran clan de Goguryeo. Wang Geon va entrar al servei militar sota el comandament de Gung Ye a l'edat de 19 anys, el 896, abans que s'establís Goguryeo posterior, i al llarg dels anys va acumular una sèrie de victòries sobre Baekje posterior i es va guanyar la confiança de la gent. En particular, utilitzant les seves habilitats marítimes, va atacar amb insistència la costa de Baekje posterior i va ocupar punts clau, com ara l'actual Naju.
Gung Ye era inestable i cruel: va traslladar la capital a Cheorwon el 905, va canviar el nom del seu regne pel de Majin el 904 i després pel de Taebong el 911, va canviar el nom de la seva era diverses vegades, es va autoproclamar el Buda Maitreya, va afirmar que llegia la ment i va executar nombrosos subordinats i familiars per paranoia.
El 918, Gung Ye fou deposat pels seus propis generals i Wang Geon va ser elevat al tron. Wang Geon, que seria conegut pòstumament pel nom del seu temple, Taejo, o "Gran Progenitor", va tornar a canviar el nom del seu regne pel de "Goryeo", va adoptar el nom de l'era "Mandat del Cel" i va traslladar la capital a casa seva, Kaesong. Goryeo es considerava el successor de Goguryeo i reclamava Manxúria com el seu llegat legítim. Un dels primers decrets de Taejo va ser repoblar i defensar l'antiga capital de Goguryeo, Pyongyang, que havia estat en ruïnes durant molt de temps; posteriorment, la va rebatejar com a "Capital Occidental" i, abans de morir, li va donar gran importància en les seves "Deu Injuncions" als seus descendents.

#### Unificació
A diferència de Gung Ye, que havia albergat una animositat venjativa cap a Silla, Taejo (Wang Geon) fou magnànim amb l'afeblit regne. El 927, Gyeon Hwon, que havia jurat venjar l'últim rei de Baekje quan va fundar Baekje posterior, va saquejar la capital de Silla posterior, va obligar el rei a suïcidar-se i va instal·lar un titella al tron. Taejo va acudir en ajuda de Silla posterior, però va patir una gran derrota a les mans de Gyeon Hwon prop de l'actual Daegu; Taejo va escapar amb prou feines amb vida, gràcies al sacrifici dels generals Shin Sung-gyeom i Kim Nak, i, a partir de llavors, Baekje posterior es va convertir en la potència militar dominant dels Tres Regnes tardans. No obstant això, l'equilibri de poder es va desplaçar cap a Goryeo amb victòries sobre Baekje posterior el 930 i 934, i l'annexió pacífica de Silla posterior el 935. Taejo va acceptar amablement la capitulació de l'últim rei de Silla i va incorporar la classe dirigent de Silla posterior. El 935, Gyeon Hwon fou deposat del seu tron pel seu fill gran per una disputa de successió i empresonat al temple de Geumsansa, però va escapar a Goryeo tres mesos després i va ser rebut amb deferència pel seu antic arxirival.A l'any següent, a petició de Gyeon Hwon, Taejo i Gyeon Hwon van conquerir Baekje posterior amb un exèrcit de 87.500 soldats, i van posar fi al període dels Tres Regnes tardans.
Després de la destrucció de Balhae per la dinastia khitan Liao l'any 927, l'últim príncep hereu de Balhae i gran part de la classe dirigent es van refugiar a Goryeo, on van ser acollits calorosament i van rebre terres de Taejo. A més, Taejo va incloure el príncep hereu de Balhae a la família reial de Goryeo, la qual cosa unificava els dos estats successors de Goguryeo i, segons els historiadors coreans, aconseguí una "veritable unificació nacional" de Corea. Segons el Goryeosa jeolyo, hangul 고려사절요, els refugiats de Balhae que van acompanyar el príncep hereu eren desenes de milers de llars.Altres 3.000 llars de Balhae van arribar a Goryeo el 938. Els refugiats de Balhae van aportar el 10% de la població de Goryeo.
Com a descendents de Goguryeo, el poble de Balhae i les dinasties de Goryeo estaven emparentats. Taejo sentia un fort parentiu amb Balhae, a la qual anomenava el seu "país familiar" i "país casat", i protegia els refugiats de Balhae, el que contrastava amb Silla posterior, que havia mantingut una relació hostil amb Balhae. Taejo mostrava una forta animositat cap als khitans que havien destruït Balhae. La dinastia Liao va enviar 30 enviats amb 50 camells com a regal l'any 942, però Taejo va exiliar els enviats a una illa i va matar de gana als camells sota un pont, en el que es coneix com l'"Incident del Pont Manbu".Segons el Zizhi Tongjian, Taejo va proposar a Gaozu de Jin posteriors que ataquessin els khitans com a retribució per Balhae.A més, en les seves Deu Injuncions als seus descendents, va declarar que els khitans eren "bèsties salvatges" i que calia protegir-se'n.

#### Reforma política

Cap de drac i campana de vent, c. segle X

Si bé Goryeo havia unificat la península coreana, els senyors regionals hojok seguien sent gairebé independents dins dels seus dominis emmurallats i suposaven una amenaça per a la monarquia. Per assegurar les aliances polítiques, Taejo es va casar amb 29 dones de prominents famílies hojok, i engendrà 25 fills i 9 filles. El seu quart fill, Gwangjong, va arribar al poder el 949 per convertir-se en el quart governant de Goryeo i va instituir reformes per consolidar l'autoritat monàrquica. El 956, Gwangjong va alliberar els presoners de guerra i els refugiats que havien estat esclavitzats pels hojok durant el tumultuós període dels Tres Regnes tardans, la qual cosa va disminuir el poder i la influència de la noblesa regional i va augmentar la població subjecta a impostos per part del govern central. El 958, assessorat per Shuang Ji, un funcionari xinès nacionalitzat de la dinastia Zhou posteriors, Gwangjong va posar en marxa els exàmens del servei civil gwageu, basats principalment en l'examen imperial de la dinastia Tang. Això també va servir per consolidar l'autoritat monàrquica. El gwageu va seguir sent una institució important a Corea fins a la seva abolició el 1894.En contrast amb la tradicional "estructura real/imperial dual de Goryeo, en què el governant era alhora rei, emperador i Fill del Cel", segons Remco E. Breuker, Gwangjong va utilitzar un "sistema imperial en tota regla". Tots els que s'oposaven o resistien a les seves reformes eren purgats sumàriament.
El successor de Gwangjong, Gyeongjong, va instituir la "Llei d'Estipendi de la Terra" el 976 per donar suport a la nova burocràcia del govern central establerta sobre la base de les reformes de Gwangjong. El següent governant, Seongjong, va assegurar la centralització del govern i va establir les bases per a un ordre polític centralitzat. Seongjong va omplir la burocràcia amb nous buròcrates, que com a productes dels exàmens del servei civil gwageu van ser educats per ser lleials a l'Estat, i va enviar funcionaris nomenats pel govern central per administrar les províncies. Com a resultat, el monarca controlava gran part de la presa de decisions, i es requeria la seva signatura per aplicar les decisions importants.Seongjong va donar suport al confucianisme i, a proposta de l'erudit confucià Choe Seungno, també va donar suport a la separació del govern i la religió.A més, Seongjong va establir les bases del sistema educatiu de Goryeo: va fundar la universitat nacional Gukjagam el 992, que complementava les escoles ja establertes a Kaesong i Pyongyang per Taejo, i biblioteques i arxius nacionals a Kaesong i Pyongyang que contenien desenes de milers de llibres.

#### Guerra Goryeo-Khitan

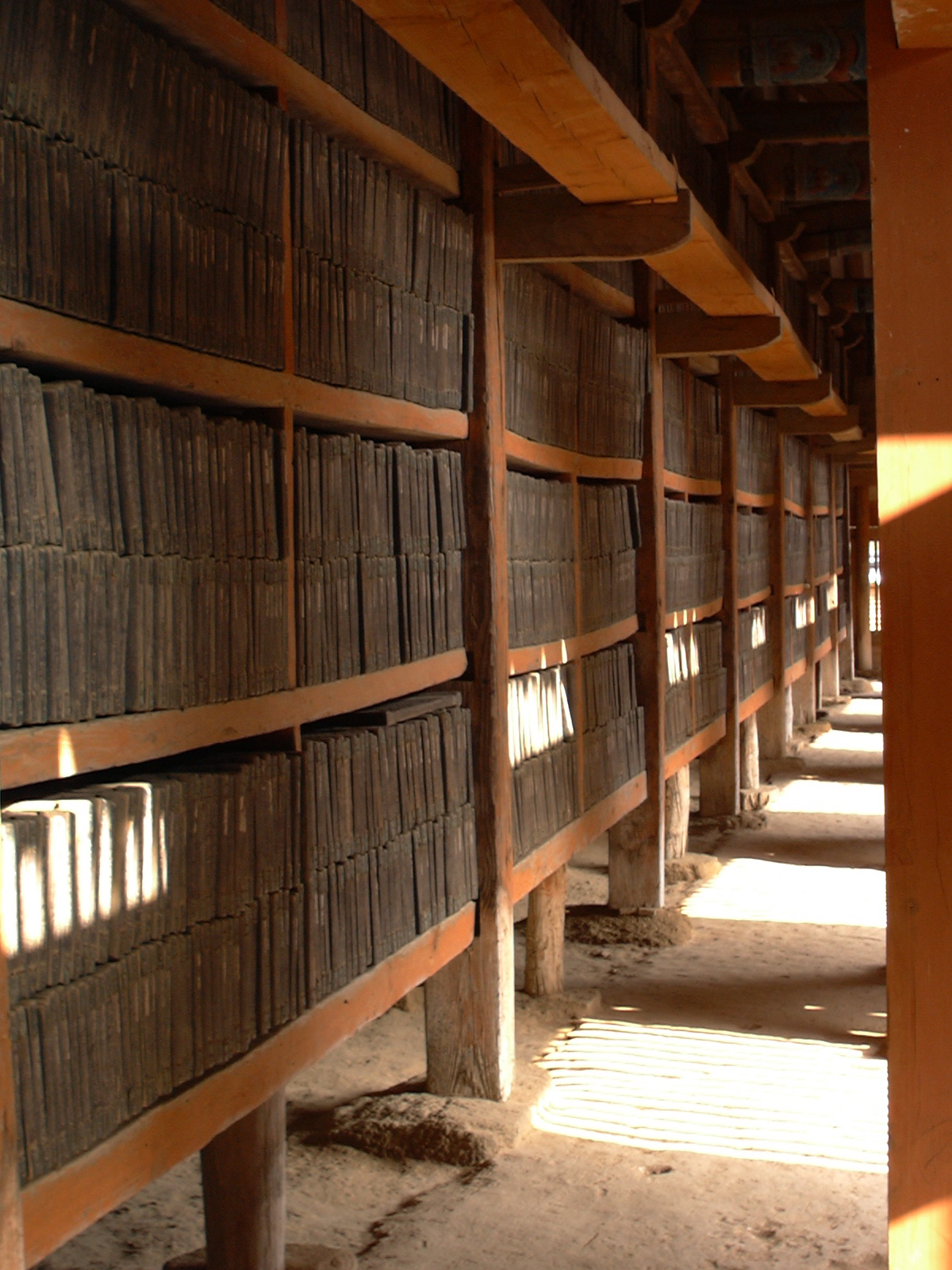
El gravat de la Tripitaka Coreana original es va començar l'any 1011 durant les invasions khitan per treure força del Buda en defensa del regne.

Després de l'"Incident del Pont Manbu" de 942, Goryeo es va preparar per a un conflicte amb l'Imperi Khitan: Jeongjong va establir una força militar de reserva de 300.000 soldats anomenada "Exèrcit Resplendent" en 947, i Gwangjong va construir fortaleses va construir fortaleses al nord del riu Chongchon, expandint-se cap al riu Yalu. Els khitans consideraven Goryeo com una amenaça potencial i, davant la creixent tensió, el van envair el 993.Els coreans van ser derrotats en el seu primer encontre amb els khitans, però es van defensar amb èxit d'ells al riu Chongchon[67][81][82] Es van iniciar les negociacions entre el comandant de Goryeo, Seo Hui, i el comandant de Liao, Xiao Sunning. En conclusió, Goryeo va entrar en una relació tributària nominal amb Liao, va trencar les relacions amb Song, i Liao va concedir la terra a l'est del riu Yalu a Goryeo.Després, Goryeo va establir els "Sis Assentaments de Guarnició a l'Est del Riu" al seu nou territori. En 994, Goryeo va proposar a Song un atac militar conjunt contra Liao, però va ser rebutjat;anteriorment, el 985, quan Song havia proposat un atac militar conjunt contra Liao, Goryeo s'hi havia negat. Durant un temps, Goryeo i Liao van gaudir d'una relació amistosa. El 996, Seongjong es va casar amb una princesa Liao.
A mesura que l'Imperi Khitan s'expandia i es feia més poderós, exigia que Goryeo cedís els Sis Assentaments de Guarnició, però Goryeo s'hi va negar. El 1009, Gang Jo va fer un cop d'estat, va assassinar Mokjong i va instal·lar Hyeonjong al tron. L'any següent, amb el pretext de venjar Mokjong, l'emperador Shengzong de Liao va liderar una invasió de Goryeo amb un exèrcit de 400.000 soldats. Mentrestant, Goryeo va intentar establir relacions amb Song, però va ser ignorat, ja que Song havia acceptat el tractat de Shanyuan el 1005. Goryeo va guanyar la primera batalla contra Liao, liderada per Yang Gyu, però va perdre la segona, dirigida per Gang Jo: l'exèrcit de Goryeo va patir grans baixes, es va dispersar, i molts comandants van ser capturats o assassinats, inclòs el mateix Gang Jo. Més tard, Pyongyang va ser defensada amb èxit, però l'exèrcit de Liao va marxar cap a Kaesong.Hyeonjong, per consell de Gang Gamchan, va evacuar cap al sud, a Naju, i poc després Kaesong va ser atacada i saquejada per l'exèrcit de Liao.Aleshores va enviar Ha Gong-jin i Go Yeong-gi a demanar la pau,amb la promesa que retria homenatge en persona a l'emperador de Liao, i els khitans, que estaven patint els atacs del reagrupat exèrcit coreà i tenien les línies de subministrament interrompudes, van acceptar i van començar la seva retirada.No obstant això, els khitans van ser atacats incessantment durant la seva retirada; Yang Gyu va rescatar a 30.000 presoners de guerra, però va morir en la batalla. Segons la Història de Liao, els khitans es van veure assetjats per les fortes pluges i van desprendre's de gran part de les seves armadures i armes.Segons la Goryeosa, els khitans van ser atacats mentre creuaven el riu Yalu i molts es van ofegar.Després, Hyeonjong no va complir la seva promesa de retre homenatge en persona a l'emperador de Liao, i quan se li va exigir que cedís els Sis Assentaments de Guarnició, s'hi va negar.
Els khitans van construir un pont sobre el riu Yalu el 1014 i van atacar el 1015, 1016 i 1017: la victòria va ser per als coreans el 1015, els khitans el 1016 i els coreans el 1017. El 1018, Liao va llançar una invasió dirigida per Xiao Paiya, el germà gran de Xiao Sunning, amb un exèrcit de 100.000 soldats.L'exèrcit de Liao va ser immediatament emboscat i va patir grans baixes: el comandant de Goryeo, Gang Gam-chan, havia fet una presa en un gran afluent del riu Yalu i va deixar anar l'aigua sobre els desprevinguts soldats khitans, que van ser atacats per 12.000 soldats de cavalleria d'elit. L'exèrcit de Liao va avançar cap a Kaesong sota el constant assetjament de l'enemic, però poc després es va donar la volta i es va retirar després de fracassar i es va retirar després de no poder prendre la ben defensada capital. L'exèrcit de Liao en retirada va ser interceptat per Gang Gam-chan a l'actual Kusong i va patir una gran derrota, de la qual només van escapar uns pocs milers de soldats. Shengzong tenia la intenció d'envair de nou, però es va enfrontar a l'oposició interna.En 1020, Goryeo va enviar un tribut i Liao ho va acceptar, amb la qual cosa reprenia les relacions tributàries nominals. Shengzong no va exigir a Hyeonjong que li retés homenatge en persona ni que cedís els Sis Assentaments de Guarnició. Les úniques condicions eren una "declaració de vassallatge" i l'alliberament d'un enviat de Liao detingut. La Història de Liao afirma que Hyeonjong es va "rendir" i Shengzong el "va perdonar", però segons Hans Bielenstein, "pel seu llenguatge dinàstic, això no significa més que els dos estats van concloure la pau com a socis iguals (formalitzada el 1022)". Hyeonjong va conservar el seu títol de regnat i va mantenir relacions diplomàtiques amb la dinastia Song. Es va reconstruir Kaesong, més gran que abans, i, del 1033 al 1044, es va construir la Cheolli Jangseong, una muralla que s'estenia des de la desembocadura del riu Yalu fins a la costa oriental de la península coreana, per defensar-se de futures invasions. Liao mai no va tornar a envair Goryeo.

#### Edat d'or
Després de la Guerra Goryeo-Khitan, es va establir un equilibri de poder a l'Àsia Oriental entre Goryeo, Liao i Song. Amb la seva victòria sobre Liao, Goryeo confiava en la seva capacitat militar i ja no es preocupava per una amenaça militar khitan. Fu Bi, un gran conseller de la dinastia Song, tenia una alta estimació per la capacitat militar de Goryeo i va dir que Liao tenia por de Goryeo. A més, pel que fa a l'actitud dels coreans, va dir: "Entre les moltes tribus i pobles que, depenent del seu poder de resistència, han estat assimilats o convertits en tributaris dels khitans, només els coreans no ajupen el cap". Song considerava Goryeo com un potencial aliat militar i hi mantenia relacions amistoses en igualtat de condicions. Mentrestant, Liao va intentar establir vincles més estrets amb Goryeo i evitar una aliança militar Song-Goryeo apel·lant a l'enamorament de Goryeo pel budisme, i va oferir a Goryeo coneixements i artefactes budistes de Liao. Durant el segle xi, Goryeo era vist com "l'estat que podia donar ascendència militar als Song o als Liao". Quan els enviats imperials, que representaven els emperadors de Liao i Song, anaven a Goryeo, eren rebuts com a pars, no com a sobirans. La reputació internacional de Goryeo va millorar molt.A partir de 1034, mercaders de Song i enviats de diverses tribus de Jurchen i del regne de Tamna van assistir al Palgwanhoe anual a Kaesong, la major celebració nacional de Goryeo; els mercaders de Song hi assistien com a representants de la Xina mentre que els enviats de Jurchen i Tamna hi assistien com a membres de la tianxia de Goryeo. Durant el regnat de Munjong també hi van assistir els Heishui Mohe i el Japó, entre molts altres.El regne Tamna de l'illa de Jeju es va incorporar a Goryeo el 1105.

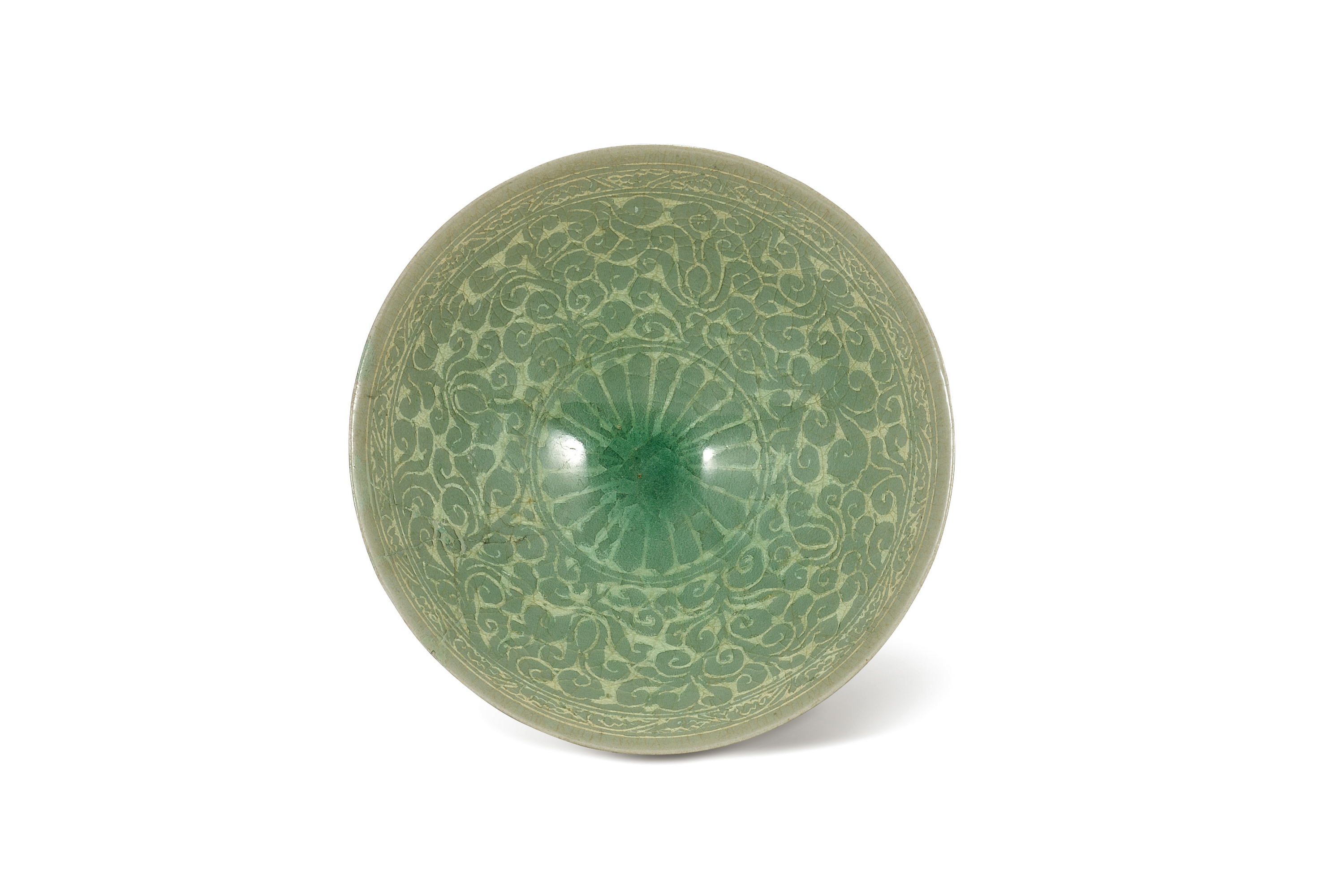
A principis del segle XII es va produir l'apogeu de la tradició del celadont coreà i es va desenvolupar plenament la tècnica autòctona "sanggam" d'incrustació de celadont.

L'edat d'or de Goryeo va durar uns 100 anys fins a principis del segle XII i va ser un període d'èxits comercials, intel·lectuals i artístics. La capital era un centre de comerç i indústria, i els seus comerciants van desenvolupar un dels primers sistemes de comptabilitat per partida doble del món, anomenat sagae chibubeop, que es va utilitzar fins a 1920. La Goryeosa registra l'arribada de comerciants d'Aràbia els anys 1024, 1025 i 1040, i centenars de comerciants de Song cada any, a partir de la dècada de 1030. Hi va haver desenvolupaments en la impressió i l'edició, i es va difondre el coneixement de la filosofia, la literatura, la religió i la ciència.Goryeo publicava i importava llibres prolíficament, i a finals del segle xi, exportava llibres a la Xina; la dinastia Song va transcriure milers de llibres coreans. La primera Tripitaka Coreana, d'uns 6.000 volums, es va completar el 1087. L'acadèmia privada Munheon gongdo va ser creada el 1055 per Choe Chung, conegut com el "Confuci de Haedong", i poc després hi havia 12 acadèmies privades a Goryeo que rivalitzaven amb la universitat nacional Gukjagam. Com a resposta, diversos governants de Goryeo van reformar i revitalitzar el sistema educatiu nacional, la qual cosa donà lloc a destacats estudiosos com Kim Busik. El 1101, es va establir l'oficina de publicacions Seojeokpo a la Gukjagam. A principis del segle XII, es van establir escoles locals anomenades hyanghak. La veneració de Goryeo per l'aprenentatge està testificada al Gaoli tujing, o Goryeo dogyeong, un llibre d'un enviat de la dinastia Song que va visitar Goryeo el 1123.
El regnat de Munjong, de 1046 a 1083, va ser anomenat el "regnat de la pau", hangul 태평성대, xinès: 太平聖代, i es considera el període més pròsper i pacífic de la història de Goryeo. Munjong va ser molt elogiat i descrit com a "benevol" i "sant", xinès: 賢聖之君 a la Goryeosa.A més, va aconseguir l'epítom de la florida cultural a Goryeo. Munjong va tenir 13 fills: els tres més grans el van succeir al tron, i el quart va ser el destacat monjo budista Uicheon.

### Període mitjà

#### Conflictes jurchen
Els jurchen de la regió del riu Yalu eren vassalls de Goryeo des del regnat de Wang Geon, que els va invocar durant les guerres del període dels Tres Regnes tardans, però els jurchen van canviar de lleialtat entre Liao i Goryeo en múltiples ocasions, aprofitant la tensió entre les dues nacions; en suposar una amenaça potencial per a la seguretat fronterera de Goryeo, els jurchen van oferir tributs a la cort de Goryeo, esperant luxosos regals a canvi.

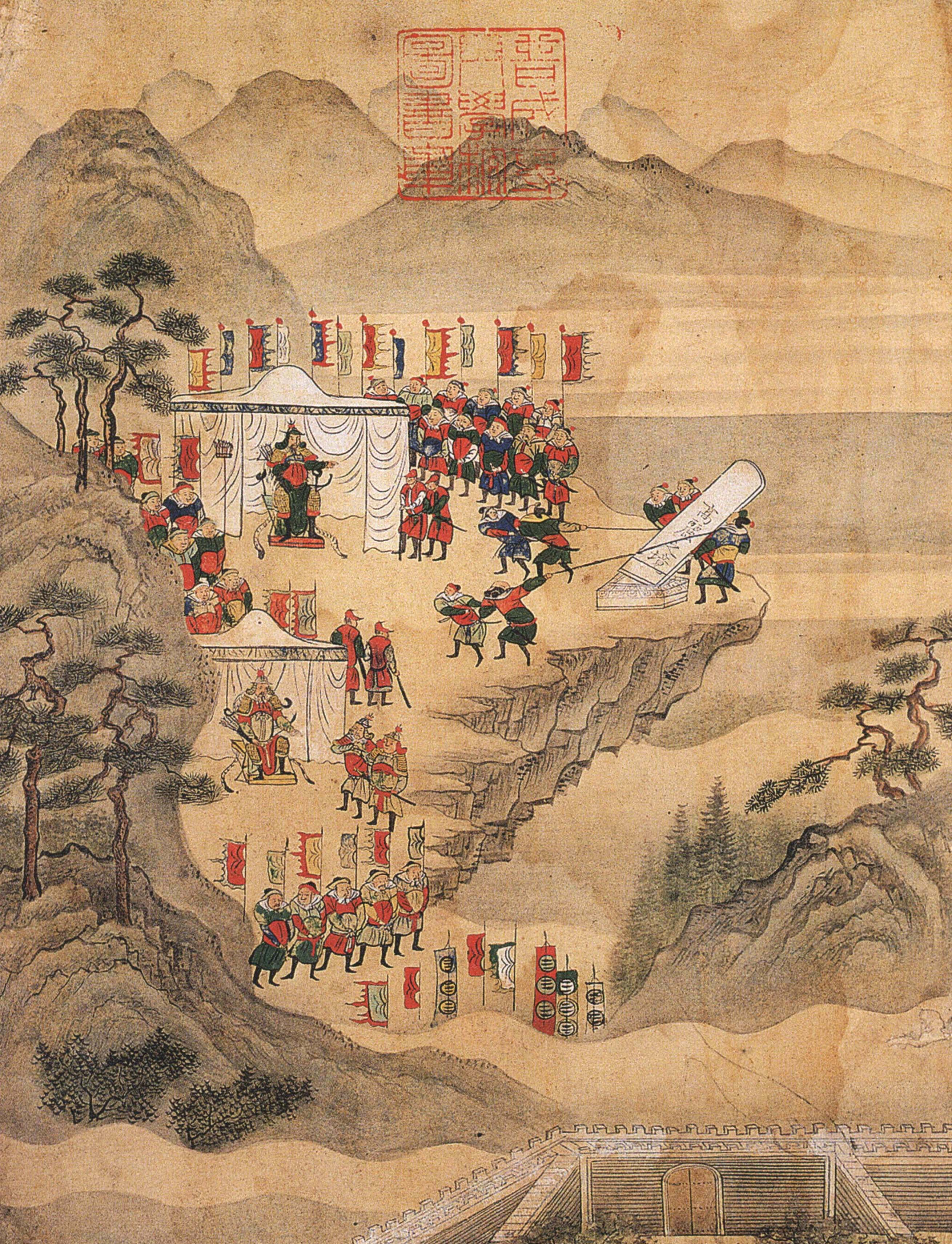
El general Yun Gwan (1040-1111) i el seu exèrcit.

Els jurchen del nord de Goryeo havien retut tradicionalment vassallatge als monarques de Goryeo i anomenaven Goryeo la seva "pàtria mare", però mercès a la derrota de Liao el 1018, la tribu wanyan del Heishui Mohe va unificar les tribus jurchen i va guanyar en poder.
El 1102, els jurchen van amenaçar i va sorgir una altra crisi. El 1115 els jurchen van fundar la dinastia Jin, i el 1125 Jin va aniquilar Liao, que era suzerani de Goryeo i va iniciar la invasió de Song. En resposta als canvis circumstancials, Goryeo es va declarar estat tributari de Jin el 1126.Després d'això, es va mantenir la pau i Jin mai no va arribar a envair Goryeo.
El 1107, el general Yun Gwan va dirigir un exèrcit de nova formació, una força d'aproximadament 17.000 homes anomenada Byeolmuban, i va atacar els jurchen. Tot i que la guerra va durar diversos anys, els jurchen van ser finalment derrotats i es van rendir a Yun Gwan. Per celebrar la victòria, el general Yun va construir nou fortaleses al nord-est de la frontera (hangul 동북 9성). No obstant això, el 1108, el general Yun va rebre ordres de retirar les seves tropes per part del nou governant, el rei Yejong. A causa de la manipulació i les intrigues de la cort per part de faccions oposades, va ser destituït del seu càrrec. Les faccions opositores van lluitar per assegurar que les noves fortaleses fossin lliurades als jurchen.
Durant el regnat del líder jurchen Wuyashu en 1103-1113, la frontera entre les dues nacions es va estabilitzar i les forces coreanes es van retirar dels territoris jurchen, i van reconèixer el control jurchen sobre la regió en disputa.

#### Lluites pel poder
La casa Yi d'Inju (coreà |인주이씨 xinès: 仁州李氏, va casar les dones amb els reis des de l'època de Munjong fins al 17è rei, Injong. Amb el temps, la Casa de Yi va guanyar més poder que el mateix monarca. Això va portar al cop de Yi Ja-gyeom el 1126. Va fracassar, però el poder del monarca es va afeblir; Goryeo va patir una guerra civil entre la noblesa.
En 1135, Myocheong va advocar per traslladar la capital a Seogyeong (actual Pyongyang). Aquesta proposta va dividir els nobles. Una facció, liderada per Myocheong, creia en el fet de traslladar la capital a Pyongyang i expandir-se cap a Manxúria. L'altra, liderada per Kim Bu-sik (autor del Samguk sagi), volia mantenir l'statu quo. Myocheong no va aconseguir persuadir el rei; es va rebel·lar i va establir l'estat de Daebang, però va fracassar i va ser assassinat.

#### Règim militar
Tot i que Goryeo va ser fundat per militars, la seva autoritat estava en declivi. El 1014 es va produir un cop d'estat, però els efectes de la rebel·lió no van durar gaire, només van provocar el descontentament dels generals per la supremacia dels funcionaris civils.
A més, sota el regnat d'Uijong, es va prohibir als oficials militars entrar al Consell de Seguretat, i fins i tot en moments d'emergència estatal, no se'ls permetia d'assumir els comandament.Després del caos polític, Uijong va començar a gaudir dels viatges als temples locals i a estudiar el sutra, mentre que estava gairebé sempre acompanyat per un gran grup d'oficials civils. Els oficials militars van ser ignorats en gran manera, i fins i tot van ser mobilitzats per construir temples i estanys.
El 1170, un grup d'oficials de l'exèrcit liderats per Jeong Jung-bu, Yi Ui-bang i Yi Go van donar un cop d'estat i van triomfar. El rei Uijong es va exiliar i Myeongjong fou entronat com a rei. El poder efectiu, però, residia en una successió de generals que utilitzaven una unitat de guàrdia d'elit coneguda com el Tobang per controlar el tron: el govern militar de Goryeo havia començat. El 1179, el jove general Gyeong Dae-seung va pujar al poder i va iniciar un intent de restaurar el ple poder del monarca i purgar la corrupció de l'estat.
No obstant això, va morir en 1183 i el va succeir Yi Ui-min, d'origen nobi (esclau). La seva desenfrenada corrupció i crueltatvan portar a un cop d'estat del general Choe Chung-heon,que va assassinar Yi Ui-min i va prendre el poder suprem el 1197.Durant els següents 61 anys, la casa Choe va governar com a dictadors militars, mentre mantenien els reis com a monarques titelles;Choe Chung-heon fou succeït al seu torn pel seu fill Choe U, el seu net Choe Hang i el seu besnét Choe Ui.
Quan va prendre el control, Choe Chungheon va obligar Myeongjong a abandonar el tron i el va substituir pel rei Sinjong.El que era diferent dels anteriors caps militars era la participació activa dels erudits en el control de Choe, especialment el primer ministre Yi Gyu-bo, que era un funcionari i erudit confucià.
Després de la mort de Sinjong, Choe va obligar el seu fill a ocupar el tron com a Huijong. Després de 7 anys, Huijong va liderar una revolta però va fracassar. Aleshores, Choe va trobar el flexible rei Gojong en el seu lloc.
Tot i que la Casa de Choe va establir forces particulars lleials a ella, les contínues invasions dels mongols van assolar tot el territori, cosa que va provocar un afebliment de la capacitat de defensa, i també el poder del règim militar va disminuir.

#### Invasions mongols i dominació dels yuan

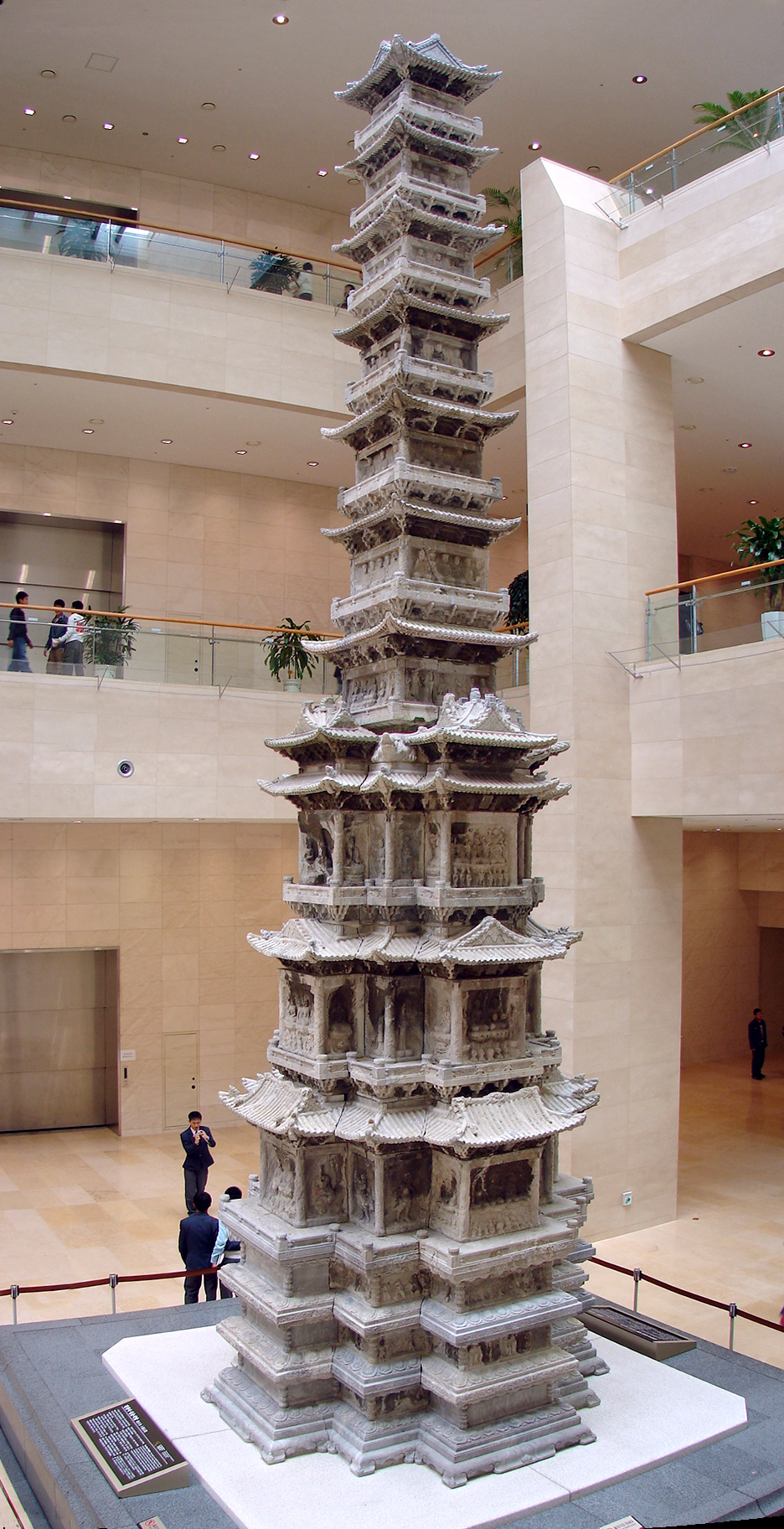
La pagoda Gyeongcheonsa és una pagoda de marbre de 10 pisos d'alçada feta el 1348 que ara es troba al Museu Nacional de Corea.

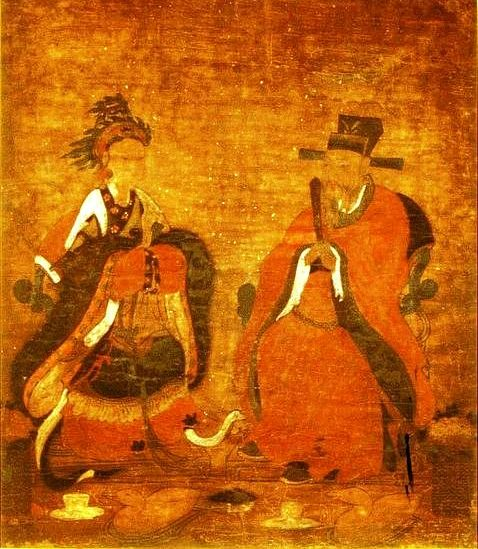
El rei Gongmin (1330–1374) i la reina Noguk.

A principis del segle XIII la situació a la Xina continental estava canviant ràpidament. Els mongols, que havien estat tribus nòmades durant molt de temps, van formar un país unificat, van atacar la Dinastia Jin (1115-1234) i van ocupar el nord de la Xina.
En aquesta època, algunes de les tribus khitan que fugien dels mongols, van envair Goryeo i van derrotar els exèrcits coreans diverses vegades. Fins i tot van arribar a les portes de la capital i van atacar profundament al sud, però van ser derrotats pel general coreà Kim Chwi-ryeo, que els va empènyer cap al nord fins a Pyongan,on els khitans restants van ser rematats per les forces aliades mongol-gorieyo el 1219.
La tensió va continuar al llarg del segle XII i fins al segle XIII quan van començar les invasions mongols. Després de gairebé 30 anys de guerra, Goryeo va jurar lleialtat als mongols, amb el govern dinàstic directe de la monarquia de Goryeo.
El 1231 els mongols, sota el comandament d'Ögedei Khan, van envair Goryeo, després de la derrota de forces conjuntes goryeo-mongoles contra els khitans el 1219. La cort reial es va traslladar a Illa Ganghwa, a la badia de Gyeonggi, el 1232. El governant militar de l'època, Choe U, va insistir a contraatacar. Goryeo va resistir durant uns 30 anys, però finalment va demanar la pau el 1259.
Mentrestant, els mongols van iniciar una campanya del 1231 al 1259 que va assolar parts de Gyeongsang i Jeolla. Hi va haver sis grans campanyes: 1231, 1232, 1235, 1238, 1247, 1253; entre 1253 i 1258, els mongols, sota el comandament del general Jalairtai Qorchi de Möngke Khan, van llançar quatre invasions devastadores contra Corea, amb un enorme cost de vides civils a tota la península.
La resistència civil va ser forta i la Cort Imperial de Ganghwa va intentar reforçar la seva fortalesa. Corea va obtenir diverses victòries, però l'exèrcit coreà no va poder resistir les onades d'invasions. Les repetides invasions mongoles van causar estralls, pèrdua de vides humanes i fam a Corea. El 1236, Gojong va ordenar la recreació de la Tripitaka Coreana, destruïda durant la invasió de 1232. Aquesta col·lecció d'escriptures budistes va trigar 15 anys a ser tallada en uns 81.000 blocs de fusta, i es conserva fins avui.
Al març de 1258, el dictador Choe Ui va ser assassinat per Kim Jun. Així, es va posar fi a la dictadura del seu grup militar, i els erudits que havien insistit en la pau amb Mongòlia van obtenir el poder. Goryeo mai va ser conquerit pels mongols, però esgotat després de dècades de lluita, Goryeo va enviar el príncep hereu Wonjong a la capital dels Yuan perquè jurés lleialtat als mongols; Khublai Khan va acceptar i va casar una de les seves filles amb el príncep hereu coreà. Khubilai, que es va convertir en khan dels mongols i emperador de la Xina el 1260, no va imposar un govern directe sobre la major part de Goryeo. Corea de Goryeo, en contrast amb Xina dels Song, va ser tractada més com una potència de l'Àsia interior. Es va permetre la supervivència de la dinastia i es van fomentar els matrimonis mixtos amb mongols, fins i tot amb la família imperial mongola, mentre que el matrimoni entre xinesos i mongols va ser estrictament prohibit quan es va posar fi a la dinastia Song. Alguns militars que es van negar a rendir-se van formar la rebel·lió de Sambyeolcho i van resistir a les illes de la costa sud de la península de Corea.

### Període tardà

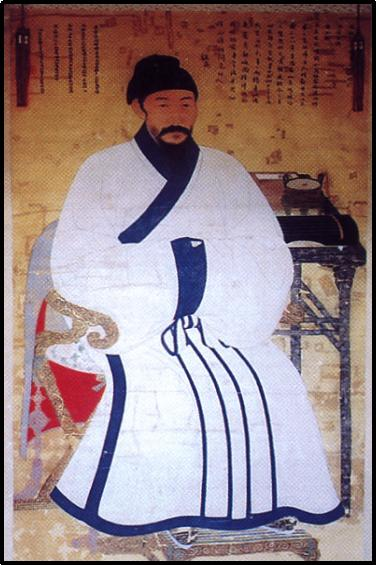
Yi Je-hyun (1287–1367), un buròcrata civil i primer erudit neoconfucià a la dinastia Goryeo.

Després de 1270, Goryeo es va convertir en un estat client semiautònom de la dinastia Yuan. Els mongols i el regne de Goryeo es van vincular amb matrimonis i Goryeo es va convertir en quda (aliança matrimonial) vassall de la dinastia Yuan durant uns 80 anys i els monarques de Goryeo eren principalment gendres imperials (khuregen). Les dues nacions van quedar entrellaçades durant 80 anys, ja que tots els reis coreans posteriors es van casar amb princeses mongoles,i l'última emperadriu de la dinastia Yuan, l'emperadriu Gi, era filla d'un funcionari de rang inferior de Goryeo; l'emperadriu Gi va ser enviada a Yuan com una de les moltes kongnyŏ (xinès: 貢女 coreà 공녀; lit. 'noia de tribut', en la pràctica concubina, que en efecte eren esclaus enviats com a signe de la submissió de Goryeo als mongols)i esdevingué emperadriu el 1365. L'emperadriu Gi va tenir una gran influència política tant els Yuan com els la cort de Goryeo, i fins i tot van aconseguir augmentar significativament l'estatus i la influència dels membres de la seva família, inclòs el seu pare, Gi Ja-oh, que fou formalment convertit en rei al Yuan, i el seu germà, Gi Cheol, que en algun moment aconsegueixen obtenir més autoritat que el rei de Goryeo.El 1356, el rei Gongmin va purgar la família de l'emperadriu Gi.Els reis de Goryeo tenien un estatus important igual que altres famílies importants de Mardin, els uigurs i els mongols (oirats, kungrats i ikeres).
La dinastia Goryeo va sobreviure sota els Yuan fins que el rei Gongmin va començar a empènyer les guarnicions mongols dels Yuan a la dècada del 1350. El 1356 Goryeo va recuperar els seus territoris del nord perduts.

#### Darrera reforma

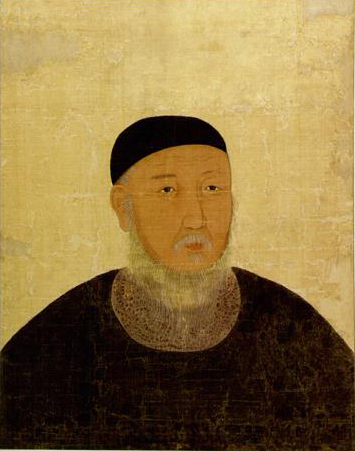
Yeom Jesin (1304–1382) va ser el principal oponent polític del monjo, Shin Don, que estava al poder.

Quan el rei Gongmin va ascendir al tron, Goryeo estava sota la influència de la Xina mongola de Yuan. Es va veure obligat a passar molts anys a la cort de Yuan, a la qual va ser enviat el 1341 com a virtual presoner abans de convertir-se en rei. Es va casar amb la princesa mongola, la reina Noguk. Però a mitjans del segle xiv els Yuan començaven a enfonsar-se, i aviat serien substituïts per la dinastia Ming el 1368. El rei Gongmin va començar a reformar el govern de Goryeo i a eliminar les influències mongoles.
El seu primer acte va ser destituir tots els aristòcrates i oficials militars pro-mongols dels seus càrrecs. Els mongols s'havien annexionat les províncies del nord de Goryeo després de les invasions i les havien incorporat al seu imperi com les prefectures de Ssangseong i Dongnyeong. L'exèrcit de Goryeo va reocupar aquestes províncies en part gràcies a la deserció de Yi Jachun, un funcionari coreà menor al servei dels mongols a Ssangseong, i el seu fill Yi Seonggye. A més, els generals Yi Seonggye i Ji Yongsu van dirigir una campanya a Liaoyang.
Després de la mort de l'esposa de Gongmin, Noguk, el 1365, aquest va caure en la depressió. Al final, es va tornar indiferent a la política i va confiar aquesta gran tasca al monjo budista Shin Don. Però després de sis anys, Shin Don va perdre la el càrrec. El 1374, Gongmin va ser assassinat per Hong Ryun (hangul 홍륜), Choe Mansaeng (hangul 최만생) i altres.
Després de la seva mort, l'alt funcionari Yi In-im va assumir el timó del govern i va entronitzar el rei U, d'onze anys, fill del rei Gongmin.
Durant aquest tumultuós període, Goryeo va conquerir momentàniament Liaoyang el 1356, va rebutjar dues grans invasions dels turbants vermells el 1359 i 1360, i va derrotar l'últim intent dels Yuan de dominar Goryeo quan el general Choe Yeong va derrotar un tumen mongol. Durant la dècada de 1380, Goryeo va dirigir la seva atenció a l'amenaça dels wakō i va utilitzar l'artilleria naval creada per Choe Museon per aniquilar centenars de vaixells pirates.

#### Caiguda
El 1388, el rei U (fill del rei Gongmin i una concubina) i el general Choe Yeong van planejar una campanya per envair l'actual Liaoning a la Xina. El rei U va posar al general Yi Seong-gye (més tard Taejo) al comandament, però aquest es va aturar a la frontera i es va rebel·lar.
Goryeo va caure en mans del general Yi Seong-gye, fill de Yi Ja-chun, que va donar mort als tres últims reis de Goryeo, va usurpar el tron i va establir el 1392 la dinastia Joseon.

## Política
| «          | Fins a l'any 1270, quan Koryŏ va capitular davant els mongols després de trenta anys de resistència, els primers governants de Koryŏ i la majoria dels seus funcionaris havien mantingut una visió "pluralista" (tawŏnjŏk) que reconeixia imperis més grans i iguals a la Xina i a Manxúria, alhora que postulaven Koryŏ com el centre d'un món separat i limitat governat per l'emperador de Koryŏ, que reclamava un estatus ritual reservat al Fill del Cel. | » |
| — Henry Em | |   |

Il·lustració de l'Amitayurdhyana Sutra, c. .S'hi representa un palau que exemplifica l'arquitectura de Goryeo.

La paraula usada a la cort de Goryeo per denominar aquest Estat fou la d'imperi, i no pas la de regne. La capital, Gaegyeong, va ser anomenada "capital imperial" (hangul 황도, RR hwangdo, hanja 皇都) i el palau "palau imperial" (hangul 황성, RR hwangseong, hanja 皇城). La nació també tenia múltiples capitals al mateix temps: Gaegyeong era la capital principal, mentre Seogyeong, Namgyeong i Donggyeong eren les capitals secundàries. L'ús d'aquest sistema i l'ús del caràcter gyeong (hangul 경, hanja 京) en els noms de les capitals, implica que Goryeo funcionava internament com un imperi. Les capitals secundàries representaven les capitals dels Tres Regnes de Corea.
Els sobirans de Goryeo utilitzaven els títols d'emperador (hangul 황제, RR hwangje, hanja 皇帝) i "emperador del mar de l'Est" (en hanja: 海東天子, RR haedongcheonja, en hangul: 해동천자). Pòstumament, no van ser consagrats com a emperadors. En el seu lloc, usaren el nom El descendent del cel (大王) o també el d'emperador del mar de l'Est (en hanja: 海東天子, en hangul: 해동천자), procedent de Gogureyo, que es va continuar utilitzant fins al final de Joseon. També s'utilitzaven noms de temple, atípics d'un regne. Altres termes com "majestat imperial" (hangul 성상, RR seongsang 聖上), "emperadriu" (hangul 황후, RR hwanghu, hanja 皇后), "príncep hereu imperial" (hangul 태자, RR taeja,bhanja 太子), "emperadriu vídua" (hangul 태후, RR taehu, hanja 太后) i "ordenança imperial" (詔 o 勅) suggereixen que Goryeo havia adoptat el sistema de títols d'un imperi.
Tant les dinasties xineses Song com la Liao van tolerar la denominació de Goryeo com un imperi autònom. D'altra banda, les qualificacions d'"imperi" van ser prohibides després de la invasió dels mongols. Després d'aquesta invasió, els reis de Goryeo van haver d'usar el sinograma 忠 pinyin zhōng ‘lleial’ (en hangul: 充 chung) en els títols pòstums. És per això que els monarques després de l'emperador Wonjong de Goryeo tenen la mateixa lletra en els noms pòstums. Atès que les invasions mongoles van afeblir Goryeo, els seus governants ja no van usar el sinograma 忠.
Per consolidar el poder de la cort central, Gwangjong (광종, 光宗), el quart rei, va establir noves lleis que incloïen l'alliberament dels esclaus l'any 958 i establí l'examen per accedir a una plaça de funcionari civil. Gwangjong també es va proclamar emperador independent d'altres països al mateix temps.
El cinquè rei, Gyeongjong (경종, 景宗) va dur a terme una reforma de la política de possessió de la terra anomenada "Jeonsigwa" (en hanja: 田柴科) Pel que fa al sisè rei, Seongjong (성종, 成宗) va nomenar funcionaris a les localitats on antigament governaven senyors locals. Del 993 al 1019, la guerra entre Goryeo i Khitan va devastar la frontera nord de Goryeo.
Aquestes reformes van augmentar molt el poder de la cort imperial. Durant el regnat del rei Munjong (문종, 文宗), la cort central va absorbir completament el poder dels senyors locals. Munjong i els reis posteriors van emfatitzar la importància del govern civil per sobre de l'exèrcit, de manera que hi havia una actitud de respecte a la burocràcia superior a la dels militars.

## Relacions internacionals
El 962, Goryeo va començar a establir relacions amb la dinastia Song. De fet, la dinastia Song no tenia cap domini sobre Goryeo, i Goryeo hi enviava tributs principalment per obtenir beneficis comercials.Més tard, Goryeo també va establir relacions tributàries nominals amb la dinastia Liao i la dinastia Jin. El sinòleg Hans Bielenstein descriu la naturalesa de la relació de vassallatge nominal entre Goryeo i les dinasties xineses:
| « | A les Cinc Dinasties, Sung, Liao i Chin els agradava fingir que Goryeo era un vassall tributari.De fet, això és completament incorrecte. Les Cinc Dinasties i la dinasties Song no compartien frontera amb Goryeo i no tenien cap manera, fins i tot si haguessin posseït els recursos militars, d'afirmar-hi cap supremacia. Les invasions Liao de Koryŏ del 993 al 1020 van ser repel·lides amb èxit pels coreans. Els Chin no va fer cap intent seriós contra Koryŏ. Els historiadors dinàstics van acceptar no obstant això la ficció oficial i es van referir a Koryŏ amb una terminologia poc realista. Per reiterar, Goryeo no era un vassall amb el deure de retre homenatge a les Cinc Dinasties, Song, Liao i Chin. Tot i ser un país més petit, Goryeo va poder resistir les invasions dels Liao i els Chin, i no va necessitar demanar la pau. Això va requerir una diplomàcia astuta i un mínim apaivagament... Goryeo va aconseguir conservar la seva autonomia fins al naixement de l'Imperi Mongol. | » |

## Economia
L'economia de Goryeo es pot qualificar informalment com una "economia dels temples" perquè molts temples es van construir i es conservaven gràcies a molts territoris i esclaus. L'abundància de terres i esclaus feu possible que els temples produïssin gairebé de tot, com ara sal, licors destil·lats i cereals.

### Agricultura
Goryeo era principalment un país agrícola, tot i que hi havia comerç amb països estrangers i algunes activitats artesanals. Els conreus eren principalment arròs, ordi, mill, ginseng, espècies diverses, fabàcies (soia, mung i azuki) i fruita. Les activitats comercials permanents (hangul 경시, RR gyeongsi) només funcionaven a la capital. Es feien fires puntuals al camp, amb negocis basats en l'intercanvi. Les famílies tenien un paper important en el comerç.
Al llarg dels segles, la llei de distribució de la terra va canviar diverses vegades; hi va haver un temps en què la terra estava dividida entre la noblesa en divuit categories, i les vídues podien tenir-ne la propietat. La unitat de mesura era el gyeol (hangul 결), és a dir, la quantitat de gra produïda per una unitat de terra. La propietat estava principalment en mans de veïns de la capital que la feien conrear per esclaus i arrendataris, i els darrers havien de donar una quarta part de la collita al senyor. La propietat de la terra va romandre en teoria en mans de l'estat, i estava prohibit tenir terres privades, però a la pràctica els terratinents les venien lliurement i, amb l'ascens de la noblesa durant l'enfonsament de l'administració governamental, les terres de conreu van caure en mans de la majoria de famílies privilegiades. Al segle XII, hi havia unes 360 grans propietats a Goryeo. La terra no era heretada només pels fills, sinó que es concedia el mateix dret a les dones i a les vídues.
La producció manufacturera (hangul 소) estava en mans de l'estat, i processava matèries primeres, or, plata, ferro, sal, seda, paper, carbó vegetal, oli, ceràmica, fil, tinta i joieria. L'any 1363, sota la influència de la Xina, també va començar la producció de cotó. Cap a finals del segle I del 1300, gràcies a la pólvora, també es va introduir la producció d'armes de foc, però no va contribuir de manera significativa a l'economia. Els treballadors eren majoritàriament esclaus. A nivell domèstic, existien dos tipus de fàbriques: els tallers del govern (gongyeong, 공영) i els privats (sayeong, 사영) que havien de pagar impostos.
El rei Seongjong (981-997) va posar gran èmfasi en el desenvolupament de l'agricultura i també va donar suport a la millora del transport terrestre i fluvial. Durant el seu regnat es van encunyar monedes de ferro, de ferro, després coure el 1097 i de plata el 1101, i més tard també es van emetre monedes d'or i paper moneda. L'estat recaptava diversos impostos, i les terres no propietat dels privilegiats ("súbdits mereixedors", és a dir, les famílies i vídues d'alts funcionaris) o de l'estat o dels temples estaven gravades amb un impost sobre la terra. Amb aquesta finalitat, les terres es dividien en tres grups segons la seva fertilitat i es gravava una dècima part de la collita; a més, les famílies havien de pagar una quota segons el nombre de subjectes passius (homes d'entre 16 i 59 anys). També es gravava la sal, les activitats comercials i els vaixells. A part d'això, hi havia impostos addicionals puntuals, que s'havien de pagar amb béns materials.

### Comerç
Tot i que el comerç amb altres països va florir durant Silla, les oportunitats de comerç exterior es van reduir significativament durant Goryeo. No obstant això, hi va haver comerç, tant amb els xinesos com els mongols, i el port del riu Ryeong (hangul 례성) va tenir un paper important. De tant en tant també hi va haver comerç amb el Japó, i a la capital es van construir fondes per als comerciants estrangers. Goryeo venia principalment ginseng, roba, paper, tinta, metall, feltre i vaixelles i importava te, productes lacats, llibres, pintures i medicaments d'altres països. Com Silla, tenia vincles amb comerciants àrabs, que compraven espècies, coralls i mercuri a canvi d'or i tèxtils, i, cap al final del regne, també es feia comerç amb Tailàndia.
A l'època de Goryeo també existia l'anomenat "bo" (hangul 보), que és pràcticament l'equivalent a una guilda: operaven en el camp financer com a prestadors de diners, però també en els camps comercial, benèfic i educatiu.
Els mercats més grans eren a la capital i van ser construïts per l'Estat. La seva escala es va poder estendre quan els comerciants estrangers els van visitar. Així, en créixer els negocis, els gongyeong van guanyar més puixança amb el transcurs del temps. Als llogarets, un altre tipus del mercats funcionaven amb el nom de hyangsi (hangul:향시, literalment: el mercat local).Tot i que les rutes principals partien des de la capital a Namgyeong (actualment Seül), Andong i Gyeongju, no és segur avui dir quina importància van tenir a nivell regional.
Al començament de la dinastia, Byeokrando (벽란도,碧瀾渡) era el port principal. Byeokrando era un port proper a la capital de Goryeo. El comerç incloïa:
| País comercial     | Importacions                                                           | Exportacions                                   |
| Dinastia Song      | Seda, perles, te, espècies, medicaments, llibres, instruments musicals | Or i plata, ginseng, marbre, paper, tinta      |
| Dinastia Liao      | Cavalls, ovelles, seda de baixa qualitat                               | Minerals, cotó, marbre, tinta i paper, ginseng |
| Jurchen            | Or, cavalls, armes                                                     | Plata, cotó, seda                              |
| Japó               | Mercuri, minerals                                                      | Ginseng, llibres                               |
| Dinastia abbàssida | Mercuri, espècies, ivori                                               | Or, plata                                      |

## Societat

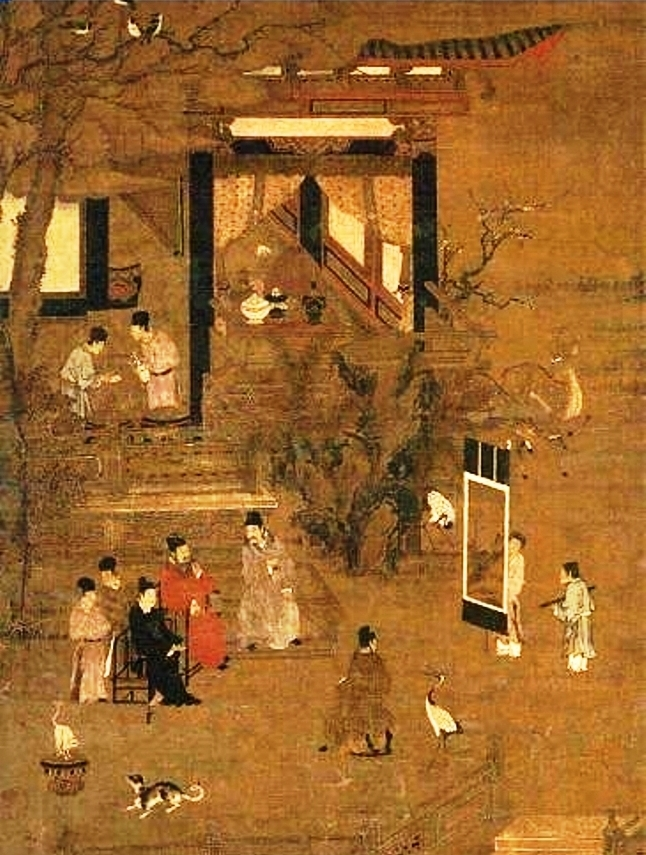
Pintura de Goryeo que representa la noblesa de Goryeo

Goryeo podria haver tingut una població d'uns 2,1 milions d'habitants al segle xi, però altres fonts la situen en 5 o 6 milions. La capital era la llar d'almenys 300.000 adults i 8.500 artesans. La societat del país estava fortament dividida en quatre classes principals basades en el naixement:
- Classe alta: a la part superior de la piràmide social hi havia la família reial i els seus parents, alts funcionaris (hangul 품, RR pum) i llurs famílies, i els membres d'algunes famílies d'elit rural.

- Classe mitjana: a la classe mitjana hi havia funcionaris de palau (hangul 남반 RR namban) i de rang inferior i llurs famílies, funcionaris rurals (hangul 향리, RR hyangni)[168]i llurs subordinats (hangul 하급장교 hageupjanggyo).[169] Els membres de la classe mitjana eren gent instruïda i posseïen terres, a més de gaudir d'alguns privilegis.

- Classe baixa: al graó inferior hi havia la classe baixa (hangul 양민, RR yangmin "bona gent"), que incloïa camperols lliures, soldats, artesans, comerciants i pescadors.

- Classe més baixa: la quarta i última era la classe més baixa (hangul 천민 cheonmin) estava formada per barquers, missatgers, caçadors, carnissers, miners i saltimbanquis, que es consideraven ocupacions inferiors,[170]i els esclaus (hangul 노비 RR nobi) públics o privats. Els esclaus vivien en comunitats separades i estaven lligats als seus llocs de treball, com els camperols a la terra. Els seus fills es convertien automàticament en esclaus, i fins i tot criminals i presoners de guerra, encara que fossin de la classe alta, podien esdevenir esclaus. Els homes adults es deien gano (hangul 가노), les dones gabi (hangul 가비) i els nens gadong (hangul 가동).

A l'època de Goryeo, la noblesa coreana estava dividida en 6 classes.
- Gukgong (hangul 국공, hanja 國公), Duc d'una nació
- Gungong (hangul 군공, hanja 郡公), Duc d'un comtat
- Hyeonhu (hangul 현후, hanja 縣侯), Marquès d'una ciutat
- Hyeonbaek (hangul 현백, hanja 縣伯), Comte d'una ciutat
- Gaegukja (hangul 개국자, hanja 開國子) o Hyeonja (hangul 현자, hanja 縣子), Vescomte d'una ciutat
- Hyeonnam (hangul 현남, hanja 縣男), Baró d'una ciutat

També es va donar el títol de Taeja (hangul 태자, hanja 太子) als fills de l'emperador. A la majoria dels altres països de l'est asiàtic, aquest títol significava príncep hereu. Taeja era similar a Daegun (hangul 대군, hanja 大君) o Gun (hangul 군, hanja 君) de la dinastia Joseon.
A diferència del posterior regne de Joseon, liderat pel confucianisme, a Goryeo les dones també podien adquirir la seva pròpia riquesa, que els seus fills podien heretar. Si una dona moria sense descendència, els seus béns eren heretats pels seus germans i no pel seu marit, per la qual cosa contràriament al costum posterior, la dona no es considerava que pertanyés incondicionalment a la família del marit després del matrimoni. Dones i homes eren lliures de relacionar-se. El casament se celebrava normalment a la casa de la núvia, i sovint el marit es traslladava aquí durant un període més o menys llarg. Un home podria haver tingut tres o quatre dones, es permetia el divorci i, contràriament al costum posterior, les vídues també tenien permès de tornar-se a casar. Els homes es casaven amb una edat mitjana de 20 anys i les dones als 17 anys. Les famílies nobles comptaven els seus avantpassats no només amb la branca paterna, sinó també amb la materna i posaven molt d'èmfasi en el lloc d'origen del seu clan (hangul 본관, RR bon-gwan).

## Cultura

### Religió
La religió oficial de Goryeo era el budisme, practicat a Baekje i Silla, que tanmateix va conviure amb el xamanisme, el confucianisme i el taoisme. La influència dels temples i monjos budistes va ser molt forta, i en temps de guerra aquests formaven un exèrcit. Hi havia dues festes religioses importants, el yeondeunghoe (연등회 "festival de la llanterna de lotus") i el palgwanhoe (팔관회), on es feien danses rituals, cançons i actuacions musicals per als déus i esperits de les muntanyes i rius, i es pregava pel benestar del país: aquesta tradició de Silla es va anar transformant progressivament en una festa de la collita.
El budisme coreà va patir diversos canvis a causa del monjo Uicheon, fill del rei Munjong de Goryeo, que va visitar la Xina l'any 1085 i va aprendre les idees taoistes i confucianes. De tornada a casa, va començar a difondre els ensenyaments de l'escola Tiantai i després va crear el seu propi orde, i es van construir nombrosos temples a la capital i arreu del país. S'hi van unir molts dels membres de la família reial i la noblesa. Al principi fins i tot els pobres podien fer-se monjos, però l'any 1059 es va aprovar una llei que limitava el seu nombre. Els temples posseïen grans parcel·les de terres i esclaus, i produïen grans quantitats d'alcohol.

#### Tripitaka Coreana

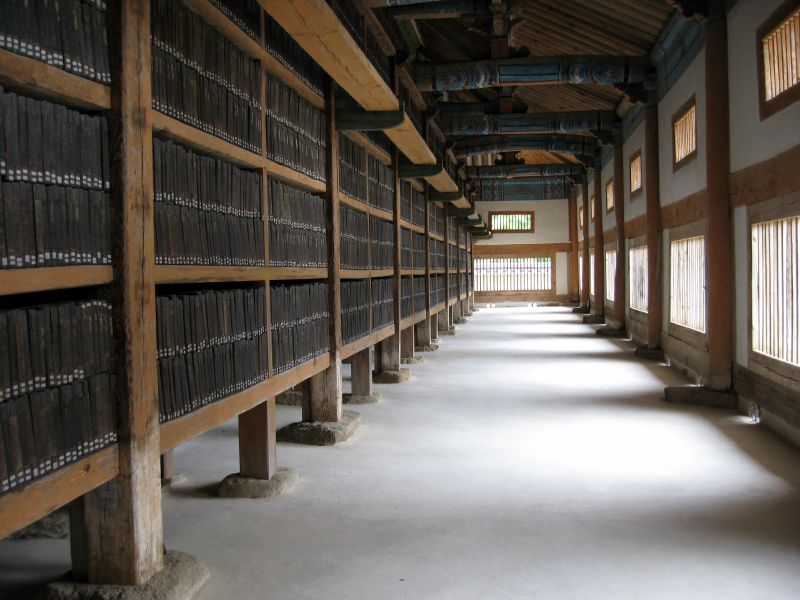
La Tripitaka Coreana al temple de Haeinsa.

La Tripitaka Coreana (팔만대장경) és una col·lecció coreana de tripitaka d'aproximadament 80.000 pàgines. Els blocs de fusta que es van utilitzar per imprimir-la es guarden al temple de Haeinsa a la província de Gyeongsangnam-do. La segona versió va ser feta l'any 1251 per Gojong en un intent d'invocar el poder del budisme per defensar-se contra la invasió mongol. Els blocs de fusta es mantenen nets deixant-los assecar a l'exterior cada any. La Tripiṭaka Coreana va ser designada Tresor Nacional de Corea del Sud el 1962 i inscrita al Registre de la Memòria del Món de la UNESCO el 2007.

### Educació
L'any 958, el rei Gwangjong ordenà l'adopció del sistema d'exàmens xinès, i amplià la base de l'educació confuciana a Goryeo, donada la presència durant diversos anys d'altres escoles de la mateixa religió per a l'educació dels nobles. L'any 992 es va establir la primera acadèmia, la Gukjagam (국자감), que constava de sis seccions, tres de les quals tractaven de doctrines confucianes, i les altres de dret, administració estatal i matemàtiques. Els alumnes eeren classificats segons els seus orígens. A finals del segle x, un mestre confucià i un metge van ser enviats a cada districte per promoure l'educació. Foren creades la biblioteca reial (비서성 RR Biseoseong) i el Suseowon (수서원), on es van produir llibres. Molts textos es van importar de la Xina amb finalitats educatives.
A finals del segle x, l'examen d'accés a càrrecs públics (과거, RR gwageo) fou articulat en dues fases: el jinsa (진사), que tractava de poesia i literatura, i el myeonggyeong (명경) sobre els clàssics confucians. Només els fills de famílies nobles estaven en disposició de superar-lo, però els fills dels ministres més prestigiosos van rebre càrrecs sense haver-lo de fer.
A més de les acadèmies estatals, també hi havia escoles privades fundades per funcionaris jubilats i estudiosos, com Choe Chung. A la capital n'hi havia dotze d'aquestes escoles, amb més candidats amb èxit que l'acadèmia nacional; donat el seu creixent prestigi, entre finals del segle XI i principis del XII l'Estat va intentar reformar el sistema educatiu i augmentar els requisits per a les escoles de la capital (경학, RR gyeonghak) i les escoles rurarls (향학/향교, RR hyanghak/hyanggyo). Durant aquest període, l'acadèmia nacional es va expandir als camps de la ciència militar i la medicina.

### Art
L'art de Goryeo també fouinfluenciat pel llegat de Silla i una relació més estreta amb les dinasties xineses. Només han sobreviscut deu quadres de l'època, principalment al Japó: alguns tracten temes budistes, però també hi ha una expedició de caça i dos paisatges, i estan fets principalment a l'estil de la dinastia Song. Els pocs murals que es conserven es troben als temples de Buseoksa i Sudeoksa, i en algunes tombes contemporànies.
L'escultura estava dominada per figures budistes, sobretot Budes de ferro o pedra, però, en comparació amb Silla, la quantitat i la qualitat són més escasses. L'exemple més típic de màscara era la de fusta, probablement inspirada en Tang i després en el Japó.
Un dels tresors més famosos de Goryeo és el celadont. Després de copiar inicialment els xinesos, els artesans de Goryeo van crear els seus propis dissenys. Inicialment senzills, al segle XII les peces ja estaven embellides amb talles típiques dels celadonts coreans. La tècnica del lacat es va aprendre a la Xina durant els Tres Regnes de Corea, però més tard es va desenvolupar amb les seves pròpies característiques, amb incrustacions de nacre. La majoria dels objectes lacats, a jutjar per les peces supervivents, eren encensers i rosaris budistes, que només els rics es podien permetre.
Les peces destacades d'art de bronze inclouen encensers als temples budistes que s'assemblen a tasses buides apilades, així com kundikesi miralls. En comparació amb les campanes de Silla, les campanes de Goryeo es van fer més petites i no van superar la qualitat de les seves predecessores.

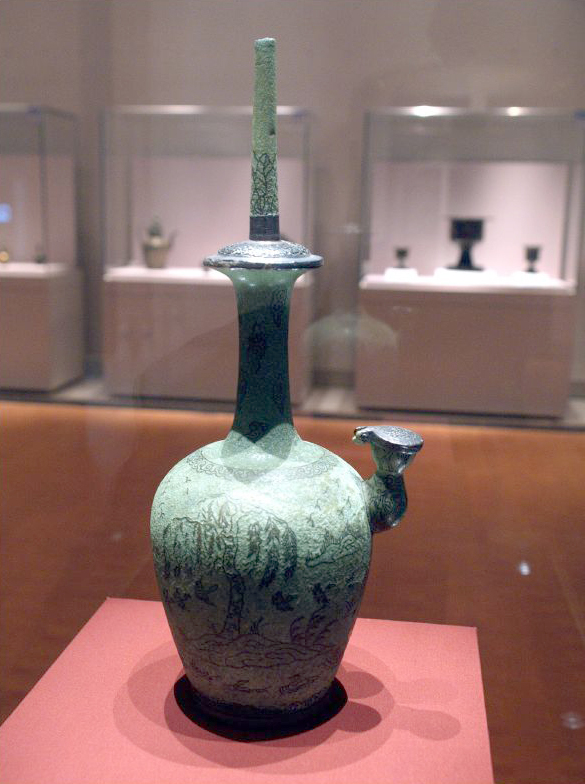
Kundika de bronze de l'època Goryeo
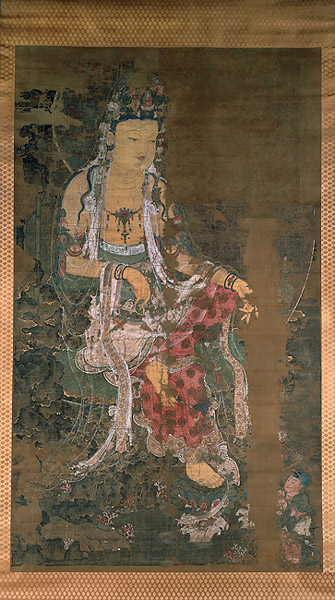
Pintura budista de l'època Goryeo
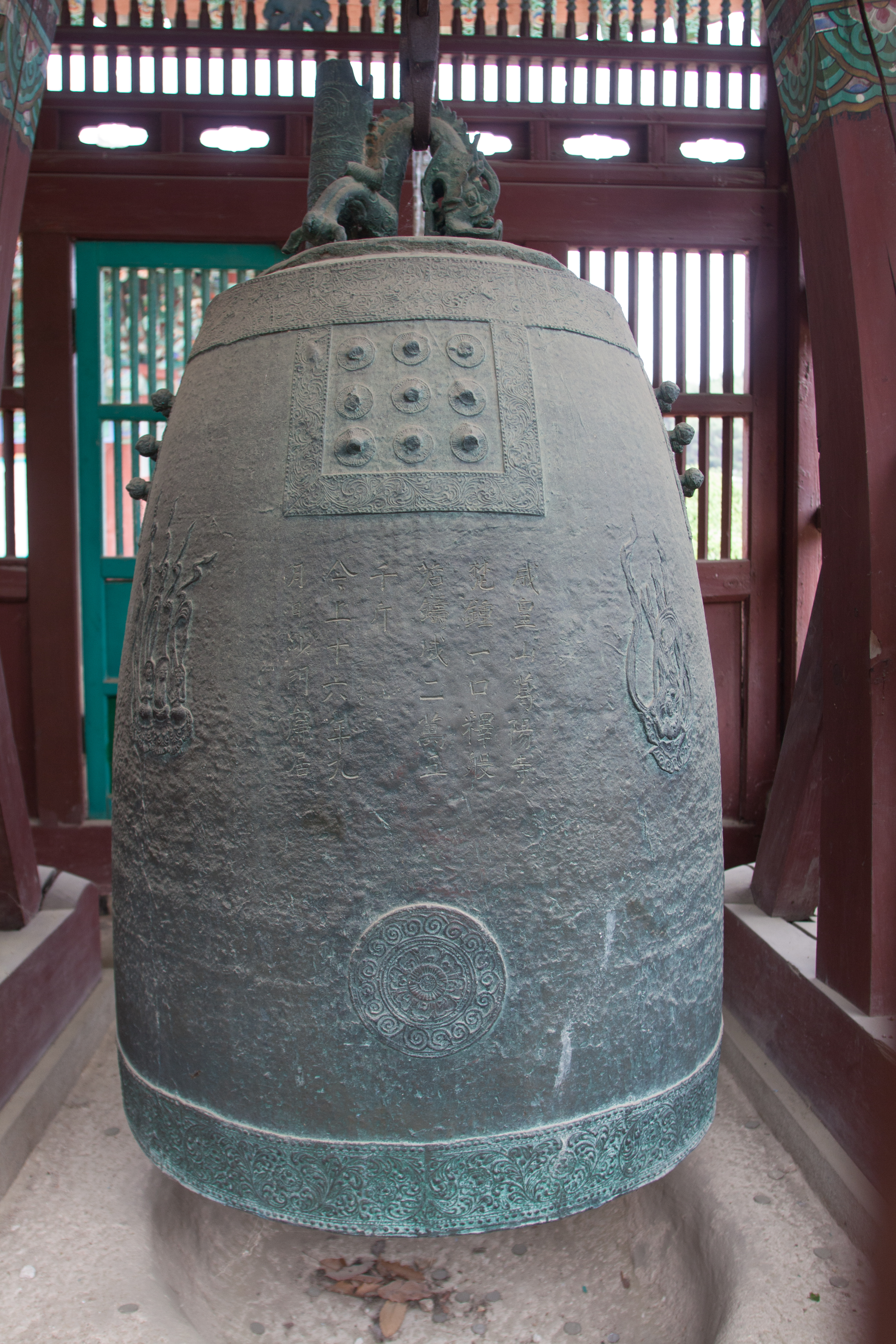
Campana de bronze del temple de Yongjusa (용주사)
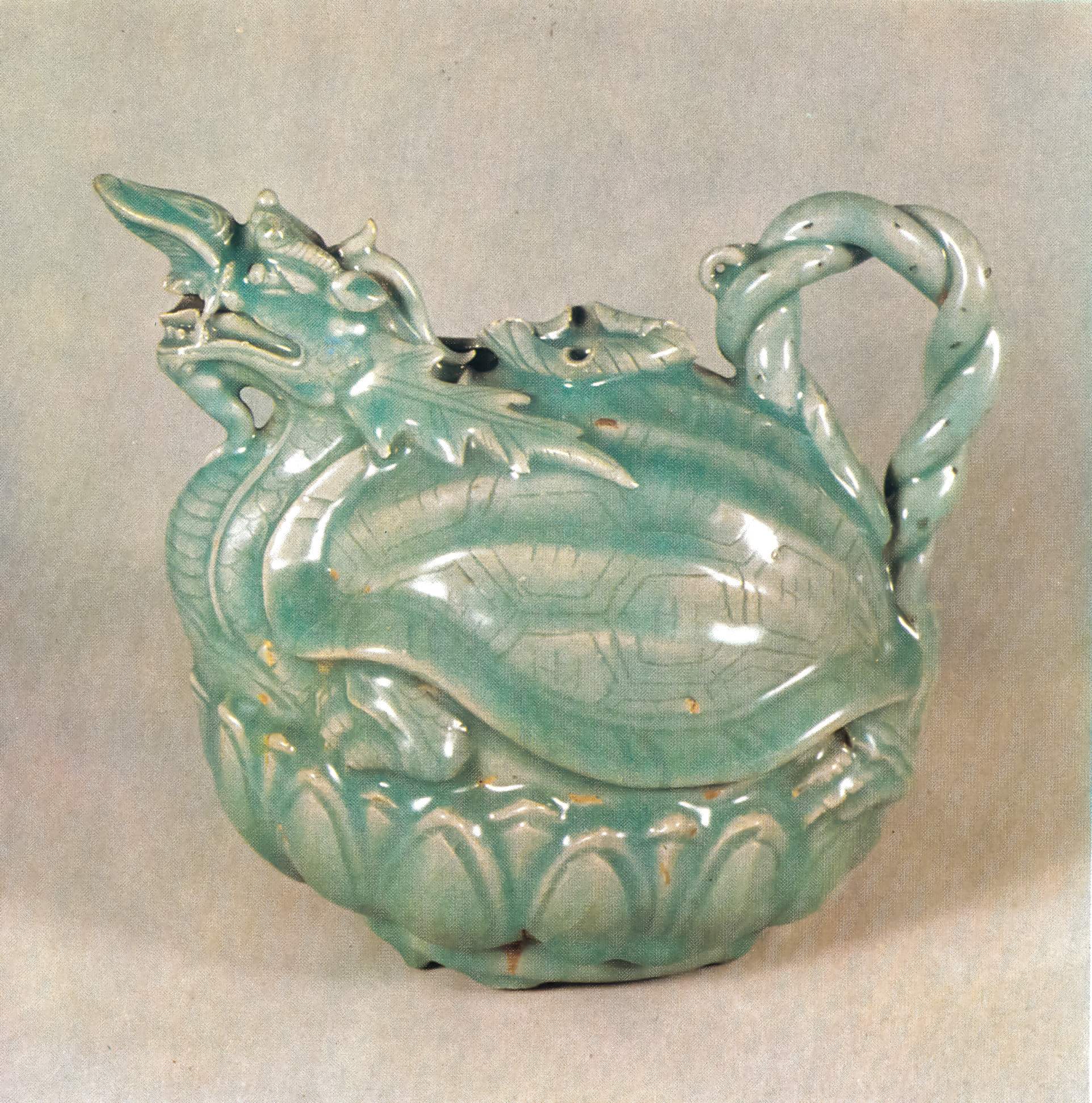
Gerra d'aigua de celadont en forma de drac-tortuga
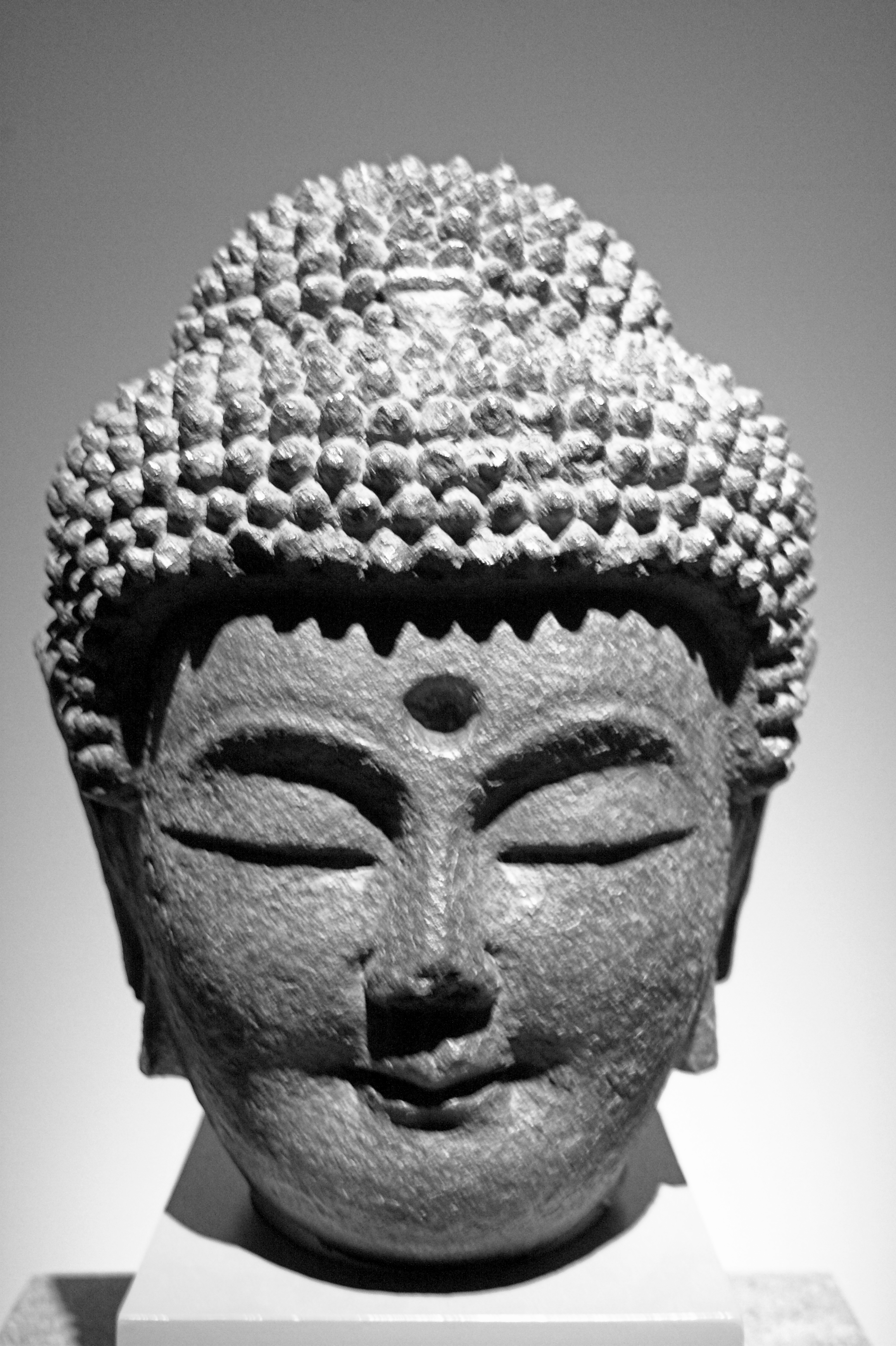
Cap de Buda de ferro

### Arquitectura

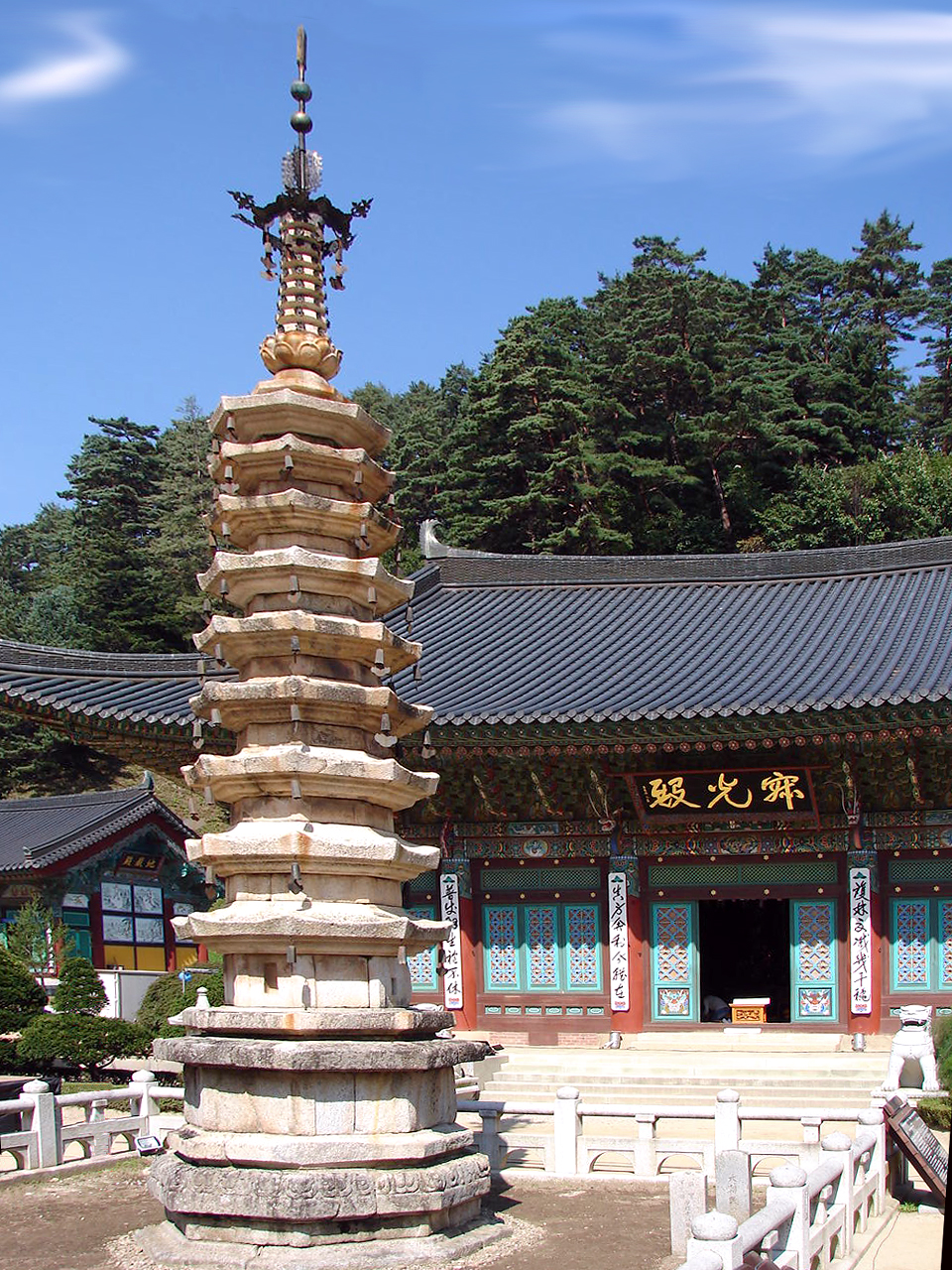
Pagoda de nou pisos al temple de Woljeongsa.

L'arquitectura de Goryeo fou probablement influenciada per l'arquitectura de l'època Tang, que va arribar a Corea al segle XII gràcies al comerç. Aquest estil s'anomena estil jusimpo (hangul 주심포) El seu tret més característic és que els complexos de mènsules només s'utilitzen a la part superior de les columnes, sense una biga lateral addicional que les connecti. A causa de la manca d'enteixinat, també són visibles les bigues del capçal i els elements de base. L'any 1300, amb la dinastia Song, es va començar a difondre un nou estil, el dapo (다포), en el qual es col·loquen suports als arquitraus entre les pilastres.El Saló de Bogwangjeon (보광전) del temple de Sim-Wonsa (심원사) es va construir amb aquest estil.
En la construcció de les pagodes, Goryeo va seguir inicialment les tradicions de Silla; més tard, però, l'estil va canviar completament, amb la incorporació de nombrosos pisos i una important reducció de la seva alçada. També es van construir pagodes octogonals com la de nou pisos del temple de Woljeongsa (hangul 월정사). Cap al final de l'època, l'arquitectura de les pagodes gairebé havia desaparegut.
No molts dels monuments arquitectònics de Korjó han arribat fins als nostres dies. La majoria d'ells van ser destruïts en diversos atacs. Només queden alguns edificis del segle xiv, el Saló Muryangsujeon (무량수전) del Temple de Buseoksa (부석사) i l'Edifici Josadang (조사당), i el Saló Teungji del Temple de Sudeoksa (수덕사), tots tres classificats com a tresors nacionals de Corea pel Programa de protecció del patrimoni cultural de Corea del Sud. Segons les descripcions, el temple de Heungwangsa (흥왕사) de Gaegyeong va ser una creació grandiosa de l'arquitectura de Goryeo, amb pagodes d'or i plata. Una de les obres supervivents importants de l'arquitectura de Goryeo és la pagoda de Gyeongcheonsa, (hangul 경천사십층석탑; hanja 敬天寺十層石塔, RR Gyeongcheonsa sipcheung seoktap, MR Kyŏngch'ŏnsa sipch'ŭng sŏkt'ap), feta de marbre, que antigament va pertànyer al temple de Gyeongsong. La pagoda està exposada al Museu Nacional de Corea.

### Literatura

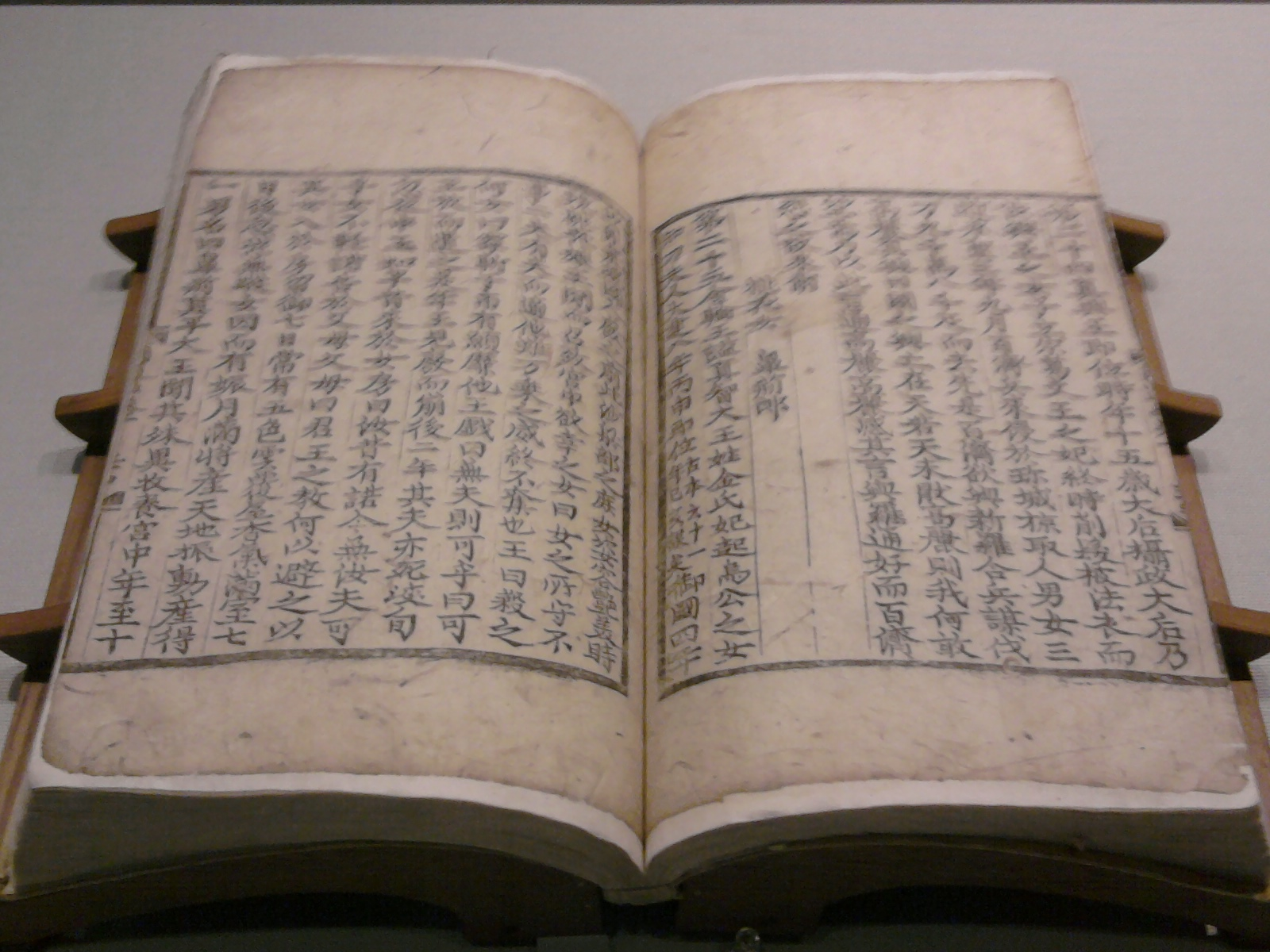
El Samguk Yusa

Gràcies a l'educació en constant expansió, es van publicar cada cop més llibres. El 1013, va començar un resum de 36 volums de la història de Goryeo, que va ser destruït en un atac. De les publicacions restants, el Samguk Sagi (hangul 삼국사기; hanja 三國史記; "Història dels Tres Regnes") de 1145 i el Samguk Yusa (hangul 삼국유사; hanja 三國遺事; "Memòries dels Tres Regnes") de 1285, escrits en xinès clàssic, tenen un paper important en l'estudi de la història de l'antiga Corea. Quan la cort de Koryo va fugir a l'illa de Ganghwa el 1234, Choi Yun-ui va publicar els cinquanta volums del Sangjeong gogeum yemun (hangul 상정 고금 예문; "Descripció detallada del passat i del present"). El Dongmyeongwang pyeon (hangul 동명왕편; "Llegenda del rei Dongmyeong") de Lee Gyu-bo narrava la història de la fundació de Goguryeo,el Karak gukgi (hangul 가락 국기) recopilava les històries i les llegendes de la confederació de Gaya, mentre que el Silla su-i jeon (hangul 신라 수 이전; "Històries estranyes de Silla") recopilava les llegendes sobrenaturals de Silla. També es van publicar nombrosos llibres i textos budistes com el Jikji.
Gràcies a la influència xinesa, poetes de la Xina com Li Bai o Du Fu van aconseguir una gran popularitat, i els poetes coreans també van escriure poemes en llur propi estil anomenat hansi (한시). A finals del segle xiii, van aparèixer el poema breu sijo (시조) i el més llarg changga (창가), però probablement també la gasa (가사) es podria remuntar a Goryeo. Un tema comú dels poemes era l'amor expressat amb sinceritat, en fort contrast amb les tradicions literàries de Silla i la poesia de les kisaeng. Erudits confucians de l'època, com Choe Chung (최충) o Choe Seungno (최승로), també van escriure poemes i prosa.Durant Goryeo també hi havia cançons en coreà: els dos tipus representatius són el sog-yo (속요) i el gyeonggichega (경기체가). S'han conservat un total de 33 cançons i se'n coneixen els títols de 39 més.
En contrast amb la pràctica de l'època dels Tres Regnes d'escriure poesia hyangga en hyangchal, una forma d'escriptura primerenca d'escriptura en llengua coreana utilitzant caràcters xinesos, l'aristocràcia de Goryeo va posar èmfasi en l'escriptura en xinès clàssic. Aprendre poesia xinesa així com compondre poesia en xinès es va convertir en una part integral de l'educació de l'aristocràcia.. Finalment, la poesia xinesa es va utilitzar com a lletra de melodies tant xineses com coreanes natives.
Per ordre reial, durant l'època de Goryieo es van començar a recopilar contes populars. Molts excel·lents escriptors i poetes promogueren la literatura paegwan (hangul 패관) i també van escriure ells mateixos contes populars. Les excel·lències de l'època incloïen membres de la Jukrim Gohoe (hangul 죽림고회, "Els savis del bosc de bambú"), inclosos Yi Il-lo (이인로), Im Chhun (임춘) i Yi Gyu-bo (이규보). La societat també es va ocupar de la crítica literària. Es van popularitzar històries al·legòriques que personifiquen diversos objectes (paper, diners) i animals (tortuga, capgròs), com ara Jukbuinjeon (죽부인전, "La història d'una dona de bambú") de Yi Gok (이곡). Escriure biografies també era habitual, especialment per a persones que no havien estat valorades en la seva vida pel seu treball.

### Música i dansa
Quan el budisme es va convertir en la religió de l'estat, la música i la dansa religioses van passar a un primer pla, i gràcies a la influència de la Xina, la música de cort dangak (hangul 당악 "musica de Tang") heretada de Silla i el teatre a l'estil xinès va continuar pervivent. Gràcies al festival yeondeunghoe (hangul 연등회 "festival de les llanternes de lot") i palgwanhoe (팔관회), la dansa i la música van esdevenir arts importants. L'aparició de les kisaeng va contribuir a això ; també, durant la festa de la collita es feia una dansa xamànica heretada de Silla, el cheoyongmu (처용무). Fou en aquesta època quan es van fundar les primeres companyies itinerants que interpretaven cançons i danses que abans només es representaven durant els festivals, acompanyades d'acrobàcies i actuacions satíriques. Els instruments característics heretats del passat inclouen el hun (훈), una mena de flauta, i el piri (피리), els instruments relacionats del qual existeixen a tot Àsia, però la veu del qual és única, i recorda el saxòfon. A més dels instruments d'origen xinès, també s'utilitzaven instruments específicament coreans, com el daegeum (대금), el geomungo (거문고) de sis cordes, que pertany a família de les cítares, el kayagum (가야금) de 12 i el haegum (해금)., considerat de la família de l'erhu.

## Llista de sobirans
1. Taejo (918–943)
2. Hyejong (943–945)
3. Jeongjong (定宗) (945–949)
4. Gwangjong (949–975)
5. Gyeongjong (975–981)
6. Seongjong (981–997)
7. Mokjong (997–1009)
8. Hyeonjong (1009–1031)
9. Deokjong (1031–1034)
10. Jeongjong (靖宗) (1034–1046)
11. Munjong (1046–1083)
12. Sunjong (1083)
13. Seonjong (1083–1094)
14. Heonjong (1094–1095)
15. Sukjong (1095–1105)
16. Yejong (1105–1122)
17. Injong (1122–1146)
18. Uijong (1146–1170)
19. Myeongjong (1170–1197)
20. Sinjong (1197–1204)
21. Huijong (1204–1211)
22. Gangjong (1211–1213)
23. Gojong (1213–1259)
24. Wonjong (1259–1269)
25. Yeongjong (1269)
26. Wonjong (1269–1274)
27. Chungnyeol (1274–1308)
28. Chungseon (1308–1313)
29. Chungsuk (1313–1330, 1332–1339)
30. Chunghye (1330–1332, 1339–1344)
31. Chungmok (1344–1348)
32. Chungjeong (1348–1351)
33. Gongmin (1351–1374)
34. U (1374–1388)
35. Chang (1388–1389)
36. Gongyang (1389–1392)